# Mujeres en la India
La condición de la mujer en la India ha sido objeto de muchos cambios a lo largo de la historia documentada del país. Su posición en la sociedad sufrió cambios significativos durante la época antigua de la India, especialmente en las regiones de habla indoaria, y su subordinación continuó materializándose hasta bien entrado el periodo moderno temprano de la India.
Durante el dominio de la Compañía Británica de las Indias Orientales (1757-1857) y el Raj británico (1858-1947), se promulgaron medidas que afectaban a la condición de la mujer, incluidas las reformas iniciadas por los reformadores indios y las autoridades coloniales, como la Regulación Sati de Bengala de 1829, la Ley de Recasamiento de 1856, la Ley de Prevención del Infanticidio Femenino de 1870 y la Ley de Edad de Consentimiento de 1891. La Constitución india prohíbe la discriminación por motivos de 1856, la Ley de Prevención del Infanticidio Femenino de 1870 y la Ley de Edad de Consentimiento de 1891. La Constitución india prohíbe la discriminación por motivos de sexo y faculta al Gobierno para adoptar medidas especiales en su favor.Los derechos de la mujer recogidos en la Constitución de la India incluyen principalmente la igualdad, la dignidad y la libertad frente a la discriminación; además, la India cuenta con diversas leyes que regulan los derechos de la mujer.
Varias mujeres han ocupado diversos cargos oficiales de alto nivel en el Gobierno indio, entre ellos el de presidenta de la India, primera ministra de la India y presidenta de la Lok Sabha. Sin embargo, muchas mujeres en la India siguen enfrentándose a dificultades importantes. Las tasas de malnutrición son elevadas entre las adolescentes y las mujeres embarazadas y lactantes en la India, lo que repercute en la salud de los niños.[e]La violencia contra las mujeres, especialmente la violencia sexual, es un grave problema en la India.

## Las mujeres en la India durante el dominio británico

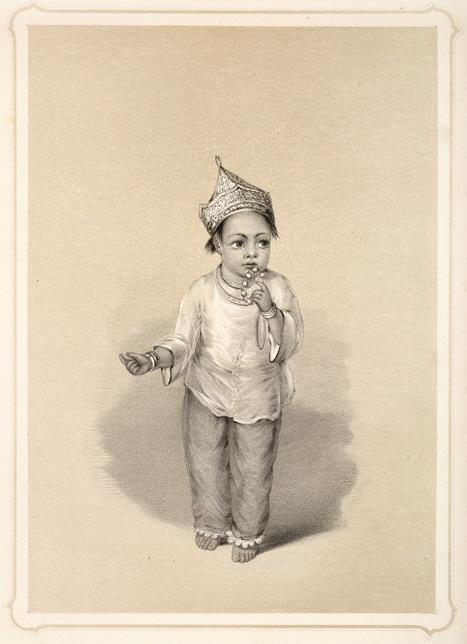
Una niña musulmana, Calcuta, litografía de 1844 de una niña musulmana en la India con pijama y kurta; dibujada por Emily Eden, hermana del Gobernador General de la India, George Eden foto 1986.
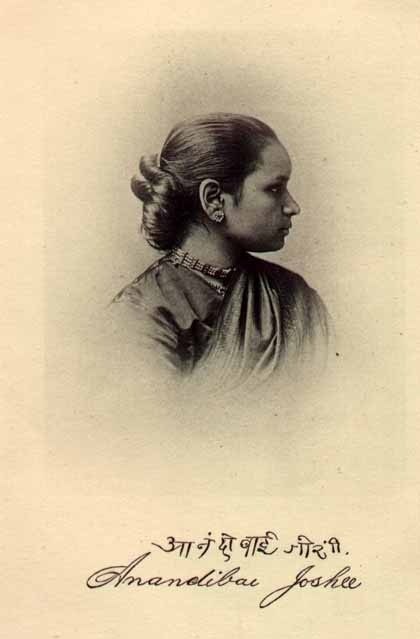
Dra. Anandibai Joshi Clase de 1886, Women's Medical College de Pensilvania
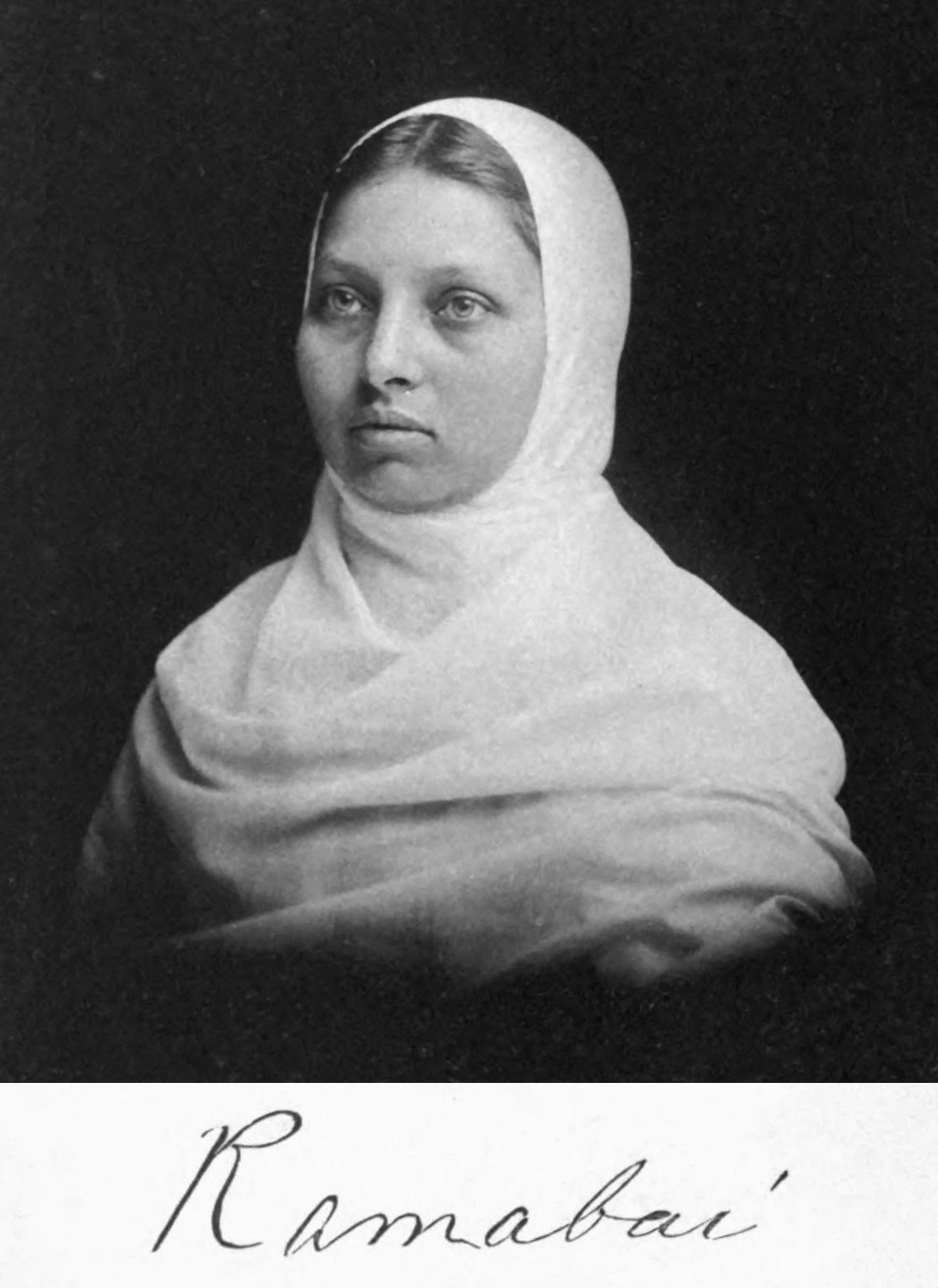
Pandita Ramabai Saraswati

Durante el Raj británico, muchos reformadores como Ram Mohan Roy, Ishwar Chandra Vidyasagar y Jyotirao Phule lucharon por la mejora de la condición de la mujer. Peary Charan Sarkar, antiguo alumno del Hindu College de Calcuta y miembro de "Young Bengal", fundó la primera escuela gratuita para niñas de la India en 1847 en Barasat, un suburbio de Calcuta (más tarde, la escuela pasó a llamarse Kalikrishna Girls' High School). Aunque esto podría sugerir que no hubo ninguna contribución positiva por parte de los británicos durante la época del Raj, no es del todo cierto. Las esposas de los misioneros, como Martha Mault, de soltera Mead, y su hija Eliza Caldwell, de soltera Mault, son recordadas con razón por ser pioneras en la educación y la formación de las niñas en el sur de la India. Esta práctica se topó inicialmente con la resistencia local, ya que iba en contra de la tradición.  Los esfuerzos de Raja Rammohan Roy condujeron a la abolición del sati bajo el mandato del gobernador general William Cavendish-Bentinck en 1829. La cruzada de Ishwar Chandra Vidyasagar para mejorar la situación de las viudas condujo a la Ley de nuevo matrimonio de las viudas de 1856. Muchas reformadoras, como Pandita Ramabai, también contribuyeron a la causa de las mujeres.
Kittur Chennamma, reina del estado principesco de Kittur en Karnataka,lideró una rebelión armada contra los británicos en respuesta a la Doctrina de la caducidad. Rani Lakshmi Bai, reina de Jhansi, lideró la Rebelión India de 1857 contra los británicos. Rani Lakshmi Bai es celebrada en los relatos históricos y la cultura popular como símbolo de la resistencia.Begum Hazrat Mahal, corregente de Awadh, fue otra gobernante que lideró la revuelta de 1857. Rechazó los acuerdos con los británicos y más tarde se retiró a Nepal. Las begums de Bhopal también fueron consideradas gobernantes femeninas notables durante este periodo. Estaban entrenadas en artes marciales. Chandramukhi Basu, Kadambini Ganguly y Anandi Gopal Joshi fueron algunas de las primeras mujeres indias en obtener un título universitario.
En 1917, la primera delegación de mujeres se reunió con el secretario de Estado para exigir los derechos políticos de las mujeres, con el apoyo del Congreso Nacional Indio. La Conferencia de Educación de las Mujeres de toda la India se celebró en Pune en 1927 y se convirtió en una importante organización del movimiento por el cambio social.En 1929 se aprobó la Ley de Restricción del Matrimonio Infantil, que estipulaba que la edad mínima para contraer matrimonio era de catorce años para las niñas. Mahatma Gandhi, él mismo víctima de un matrimonio infantil a la edad de trece años, instó más tarde a la población a boicotear los matrimonios infantiles y pidió a los jóvenes que se casaran con viudas infantiles.

## India independiente
Las mujeres en la India han logrado avances significativos en su participación en ámbitos como la educación, el deporte, la política y los medios de comunicación, aunque siguen existiendo retos. Indira Gandhi, que ocupó el cargo de primera ministra de la India durante un total de quince años, es la mujer que más tiempo ha ocupado este cargo en el mundo.
La Constitución de la India garantiza a todas las mujeres indias la igualdad (artículo 14), la no discriminación por parte del Estado (artículo 15(1)),la igualdad de oportunidades (artículo 16),la igualdad de remuneración por trabajo igual (artículo 39(d)) y el artículo 42.Además, permite que el Estado adopte disposiciones especiales en favor de las mujeres y los niños (artículo 15(3)), renuncia a las prácticas que menoscaban la dignidad de la mujer (artículo 51(A)(e)) y también permite que el Estado adopte disposiciones para garantizar condiciones de trabajo justas y humanas y prestaciones por maternidad (artículo 42).
El activismo feminista en la India cobró impulso a finales de la década de 1970. Uno de los primeros temas a nivel nacional que unió a los grupos de mujeres fue el caso de violación de Mathura. La absolución de los policías acusados de violar a una joven llamada Mathura en una comisaría provocó protestas en todo el país entre 1979 y 1980. Las protestas, ampliamente cubiertas por los medios de comunicación nacionales, obligaron al Gobierno a modificar la Ley de Pruebas, el Código de Procedimiento Penal y el Código Penal de la India, y a crear un nuevo delito, la violación bajo custodia.
Dado que el alcoholismo se asocia a menudo con la violencia contra las mujeres en la India,muchos grupos de mujeres lanzaron campañas contra el alcohol en Andhra Pradesh, Himachal Pradesh, Haryana, Odisha, Madhya Pradesh y otros estados.Muchas mujeres musulmanas indias han cuestionado la interpretación que los líderes fundamentales hacen de los derechos de la mujer en virtud de la ley Shariat y han criticado el sistema del triple talaq (véase más abajo sobre 2017).
Mary Roy ganó en 1986 un juicio contra la legislación sobre herencias de su comunidad cristiana siria de Kerala en el Tribunal Supremo. La sentencia garantizó la igualdad de derechos de las mujeres cristianas sirias con respecto a sus hermanos varones en lo que se refiere a la propiedad ancestral.Hasta entonces, su comunidad cristiana siria seguía las disposiciones de la Ley de Sucesión de Travancore de 1916 y la Ley de Sucesión de Cochin de 1921, mientras que en otras partes de la India la misma comunidad seguía la Ley de Sucesión de la India de 1925.

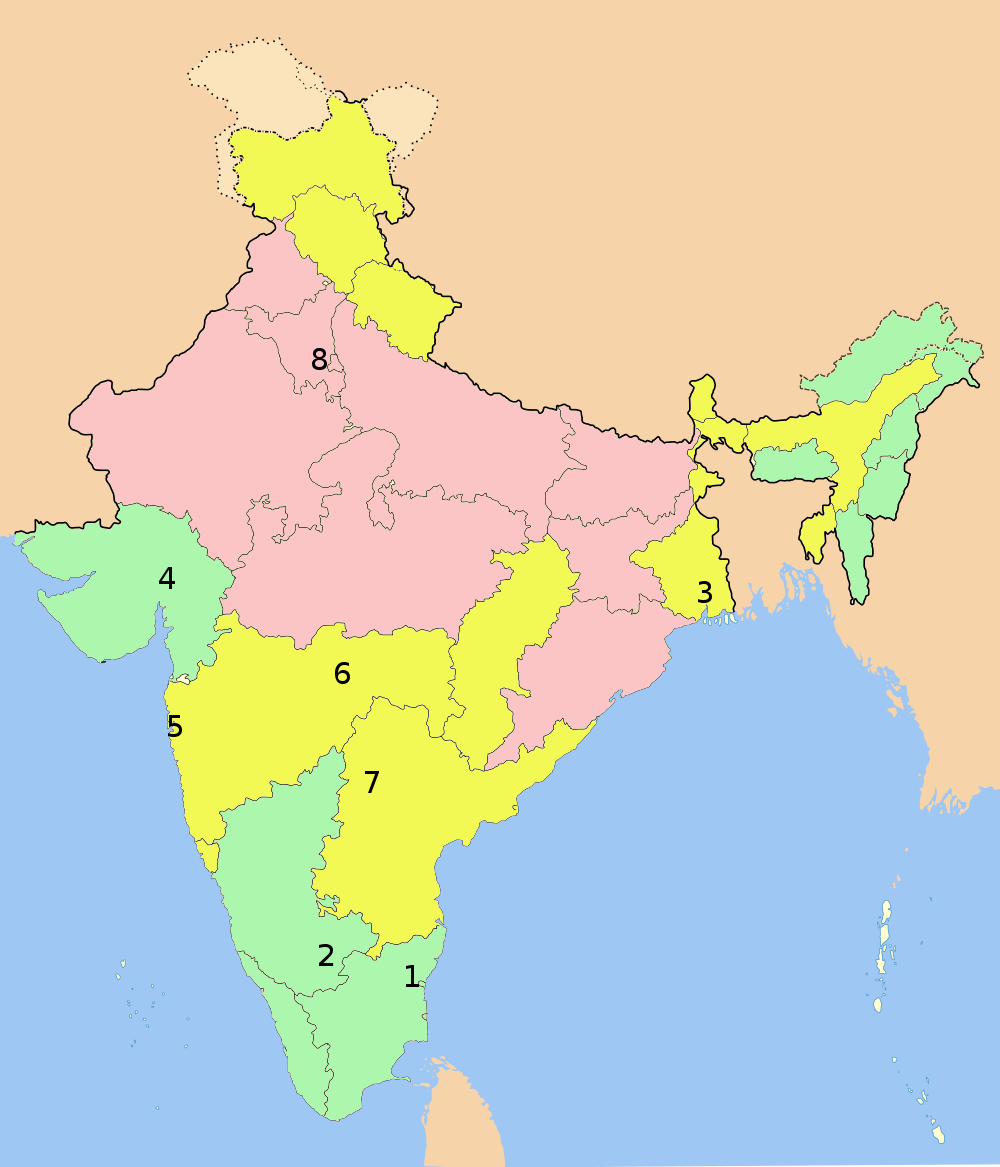
Índice de seguridad femenina por estados según el Grupo de Gestión Estratégica de Tata. El verde claro indica mayor seguridad; el amarillo, seguridad media y el rojo claro, menor seguridad.

En la década de 1990, las subvenciones de organismos donantes extranjeros permitieron la creación de nuevas ONG orientadas a las mujeres. Los grupos de autoayuda y las ONG, como la Asociación de Mujeres Autónomas (SEWA), han desempeñado un papel importante en la promoción de los derechos de la mujer en la India. Muchas mujeres se han convertido en líderes de movimientos locales; por ejemplo, Medha Patkar, del Narmada Bachao Andolan.
En 1991, el Tribunal Superior de Kerala restringió la entrada al santuario de Sabarimala a las mujeres mayores de 10 años y menores de 50, ya que se encontraban en edad menstrual. Sin embargo, el 28 de septiembre de 2018, el Tribunal Supremo de la India levantó la prohibición de entrada a las mujeres. Afirmó que la discriminación contra las mujeres por cualquier motivo, incluso religioso, es inconstitucional.
El Gobierno de la India declaró 2001 como el Año del Empoderamiento de la Mujer (Swashakti).Ese mismo año se aprobó la Política Nacional para el Empoderamiento de la Mujer.
En 2006, los medios de comunicación destacaron el caso de Imrana, una mujer musulmana víctima de violación. Imrana fue violada por su suegro. La declaración de algunos clérigos musulmanes de que Imrana debía casarse con su suegro provocó protestas generalizadas y, finalmente, el suegro de Imrana fue condenado a 10 años de prisión. El veredicto fue acogido con satisfacción por muchos grupos de mujeres y por la Junta de Derecho Personal Musulmán de toda la India.
Según una encuesta realizada en 2011 por la Fundación Thomson Reuters, la India era el "cuarto país más peligroso" del mundo para las mujeres,y también se señaló como el peor país para las mujeres entre los países del G20, [17] aunque este informe ha sido criticado por promover percepciones inexactas. El 9 de marzo de 2010, un día después del Día Internacional de la Mujer, Rajya Sabha aprobó la Ley de Reservas para Mujeres, que exige que el 33 % de los escaños del Parlamento de la India y de los órganos legislativos estatales se reserven para mujeres.En octubre de 2017, otra encuesta publicada por la Fundación Thomson Reuters reveló que Delhi era la cuarta megaciudad más peligrosa (de un total de 40 en todo el mundo) para las mujeres y también la peor megaciudad del mundo para las mujeres en lo que respecta a la violencia sexual, el riesgo de violación y el acoso.
La Ley de 2013 sobre el acoso sexual de las mujeres en el lugar de trabajo (prevención, prohibición y reparación) es una ley india que tiene por objeto proteger a las mujeres del acoso sexual en su lugar de trabajo. La ley entró en vigor el 9 de diciembre de 2013. La Ley Penal (Enmienda) de 2013 introdujo cambios en el Código Penal de la India, tipificando el acoso sexual como delito expreso en el artículo 354 A, que se castiga con hasta tres años de prisión y/o multa. La enmienda también introdujo nuevos artículos que tipifican como delito actos como desnudar a una mujer sin su consentimiento, acosar y realizar actos sexuales por parte de una persona en autoridad. También tipificó los ataques con ácido como un delito específico, con una pena de prisión no inferior a 10 años, que podría extenderse hasta la cadena perpetua, y con multa.
En 2014, un tribunal de familia indio de Bombay dictaminó que el hecho de que un marido se opusiera a que su mujer llevara una kurta y vaqueros y la obligara a llevar un sari constituía un acto de crueldad por parte del marido y podía ser motivo para solicitar el divorcio.Por lo tanto, se concedió a la mujer el divorcio por crueldad, tal y como se define en el artículo 27(1)(d) de la Ley Especial de Matrimonio de 1954.
El 22 de agosto de 2017, el Tribunal Supremo de la India consideró inconstitucional el triple talaq instantáneo (talaq-e-biddat).
Una encuesta realizada en 2018 por la Fundación Thomson Reuters calificó a la India como el país más peligroso del mundo para las mujeres.La Comisión Nacional para la Mujer y el Centro para el Estudio de las Sociedades en Desarrollo,rechazaron la encuesta por su metodología y su falta de transparencia.
También en 2018, el Tribunal Supremo de la India derogó una ley que tipificaba como delito que un hombre mantuviera relaciones sexuales con una mujer casada sin el permiso de su marido.
Antes de noviembre de 2018, las mujeres tenían prohibido escalar el Agasthyarkoodam. Una sentencia judicial eliminó la prohibición.

## Cronología de los logros de las mujeres en la India

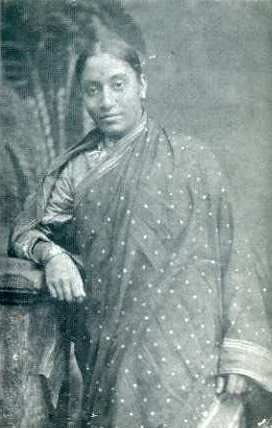
Rukhmabai, la segunda mujer médico de la India, cuyo matrimonio infantil y posterior disolución dieron lugar a la Ley sobre la Edad de Consentimiento de 1891.

El cambio constante en la posición de la mujer se puede destacar al observar los logros alcanzados por las mujeres en el país:
- 1848: Savitribai Phule, junto con su marido Jyotirao Phule, abrió una escuela para niñas en Pune, India. Savitribai Phule se convirtió en la primera mujer profesora de la India.
- 1879: John Elliot Drinkwater Bethune fundó la Escuela Bethune en 1849, que se convirtió en el Colegio Bethune en 1879, convirtiéndose así en el primer colegio femenino de la India.
- 1883: Chandramukhi Basu y Kadambini Ganguly se convirtieron en las primeras mujeres graduadas de la India y del Imperio Británico.
- 1886: Kadambini Ganguly y Anandi Gopal Joshi se convirtieron en las primeras mujeres de la India en formarse en medicina occidental.
- 1898: Se inauguró la Escuela de Niñas Sister Nivedita.
- 1905: Suzanne RD Tata se convierte en la primera mujer india en conducir un coche.[44]
- 1916: La primera universidad femenina, la SNDT Women's University, fue fundada el 2 de junio de 1916 por el reformador social Dhondo Keshav Karve con solo cinco alumnas.
- 1917: Annie Besant se convierte en la primera mujer presidenta del Congreso Nacional Indio.
- 1919: Por su distinguido servicio social, Pandita Ramabai se convierte en la primera mujer india en recibir la medalla Kaisar-i-Hind del Raj británico.

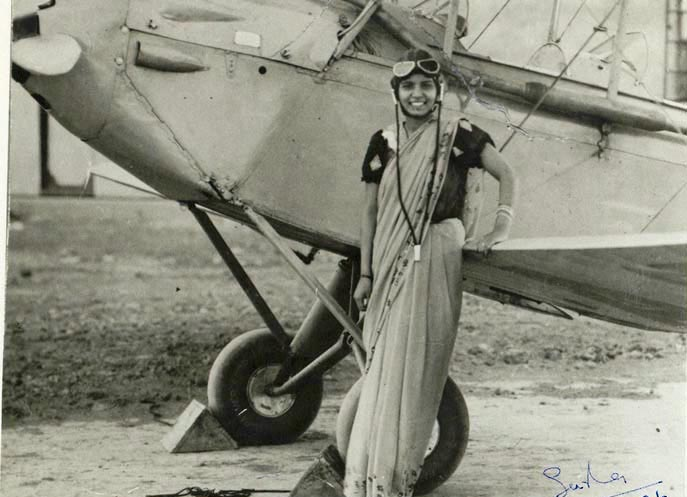
Sarla Thakral fue la primera mujer india en pilotar un avión en 1936

- Sarla Thakral fue la primera mujer india en pilotar un avión en 19361925: Sarojini Naidu se convierte en la primera mujer nacida en la India en presidir el Congreso Nacional Indio.
- 1927: Se funda la Conferencia de Mujeres de toda la India.
- 1936: Sarla Thakral se convirtió en la primera mujer india en pilotar un avión.[45][46][47]
- 1944: Asima Chatterjee se convirtió en la primera mujer india en recibir el Doctorado en Ciencias por una universidad india.
- 1947: El 15 de agosto de 1947, tras la independencia, Sarojini Naidu se convirtió en gobernadora de las Provincias Unidas y, con ello, en la primera mujer gobernadora de la India. Ese mismo día, Amrit Kaur asumió el cargo de primera ministra del primer gabinete de la India.
- Después de la independencia: Rukmini Devi Arundale fue la primera mujer en la historia de la India en ser nombrada miembro del Rajya Sabha. Se la considera la restauradora más importante de la danza clásica india Bharatanatyam a partir de su estilo original "sadhir", predominante entre las bailarinas de los templos, las devadasis. También trabajó por el restablecimiento de las artes y artesanías tradicionales indias.
- 1951: Prem Mathur, de Deccan Airways, se convierte en la primera mujer piloto comercial de la India.
- 1953: Vijaya Lakshmi Pandit se convierte en la primera mujer (y primera india) presidenta de la Asamblea General de las Naciones Unidas.
- 1959: Anna Chandy se convierte en la primera mujer india jueza de un Tribunal Superior (Tribunal Superior de Kerala).[48]
- 1963: Sucheta Kriplani se convierte en ministra principal de Uttar Pradesh, la primera mujer en ocupar ese cargo en cualquier estado indio.
- 1966: La capitana Durga Banerjee se convierte en la primera mujer piloto india de la aerolínea estatal Indian Airlines.
- 1966: Kamaladevi Chattopadhyay gana el premio Ramon Magsaysay por su liderazgo comunitario.
- 1966: Indira Gandhi se convierte en la primera mujer primera ministra de la India.
- 1970: Kamaljit Sandhu se convierte en la primera mujer india en ganar una medalla de oro en los Juegos Asiáticos.
- 1972: Kiran Bedi se convierte en la primera mujer en ingresar en el Servicio de Policía de la India.[49]
- 1978: Sheila Sri Prakash se convierte en la primera mujer empresaria en fundar de forma independiente un estudio de arquitectura.
- 1979: La Madre Teresa gana el Premio Nobel de la Paz, convirtiéndose en la primera ciudadana india en hacerlo.
- 1984: El 23 de mayo, Bachendri Pal se convierte en la primera mujer india en escalar el Everest.
- 1986: Surekha Yadav se convierte en la primera mujer asiática en ser maquinista o conductora de tren.
- 1989: La jueza M. Fathima Beevi se convierte en la primera mujer jueza del Tribunal Supremo de la India.[48]
- 1991: Mumtaz M. Kazi se convierte en septiembre en la primera mujer asiática en conducir una locomotora diésel.[50]
- 1992: Asha Sinha se convierte en la primera mujer comandante de las fuerzas paramilitares de la India al ser nombrada comandante[51]de la Fuerza Central de Seguridad Industrial en Mazagon Dock Shipbuilders Limited.
- 1992: Priya Jhingan se convierte en la primera mujer cadete en alistarse en el ejército indio (posteriormente nombrada oficial el 6 de marzo de 1993).[52]
- 1999: El 31 de octubre, Sonia Gandhi se convierte en la primera mujer líder de la oposición (India).
- La primera mujer india en ganar una medalla olímpica, Karnam Malleswari, obtiene una medalla de bronce en los Juegos Olímpicos de Sídney en la categoría de 69 kg en halterofilia.
- 2007: El 25 de julio, Pratibha Patil se convierte en la primera mujer presidenta de la India.
- 2009: El 4 de junio, Meira Kumar se convirtió en la primera mujer presidenta de la Lok Sabha.
- 2011: El 20 de octubre, Priyanka N. condujo el tren inaugural del metro Namma, convirtiéndose en la primera mujer piloto de metro de la India.[53]
- 2011: Mitali Madhumita hizo historia al convertirse en la primera mujer oficial en ganar una medalla Sena por su valentía.
- 2014: Se nombra a un número récord de siete ministras en el gabinete de Modi, seis de las cuales ocupan cargos en el Consejo de Ministros, lo que supone el mayor número de ministras en la historia de cualquier gobierno indio. Ministerios como el de Defensa y el de Asuntos Exteriores están a cargo de mujeres ministras.[54]
- 2015: La nadadora en aguas abiertas Bhakti Sharma establece un récord mundial al nadar 2,3 km en 41,14 minutos a una temperatura de un grado en el océano Antártico. [55]
- 2016: J. Jayalalithaa se convierte en la primera mujer ministra principal de la India en gobernar el estado dos veces consecutivas tras ganar las elecciones a la Asamblea Legislativa.
- 2017: El 25 de marzo, Tanushree Pareek se convirtió en la primera mujer oficial de combate nombrada por la Fuerza de Seguridad Fronteriza.[56]
- 2018: Archana Ramasundaram, de la promoción de 1980, se convirtió en la primera mujer en ocupar el cargo de directora general de policía de una fuerza paramilitar como DG, Sashastra Seema Bal.
- 2018: En febrero, la oficial de vuelo Avani Chaturvedi, de 24 años, de la Fuerza Aérea India, se convirtió en la primera mujer piloto de combate india en volar en solitario. Voló un MiG-21 Bison, un avión a reacción con la velocidad de aterrizaje y despegue más alta registrada en el mundo. [57]
- 2019: El 2 de diciembre de 2019, la subteniente Shivangi se convirtió en la primera mujer piloto de la Armada India.[58]
- 2021: Una mujer de veintisiete años de Manipur hizo historia al ganar la medalla de plata en la prueba de halterofilia femenina de 49 kg en los Juegos Olímpicos de Tokio de 2021. Mirabai Chanu levantó un total de 202 kilogramos.

## Política
La India tiene uno de los números más altos de mujeres políticas del mundo. Las mujeres han ocupado altos cargos en la India, entre ellos el de presidenta, primera ministra, presidenta de la Lok Sabha y líder de la oposición. Los estados indios de Madhya Pradesh, Bihar, Uttarakhand, Himachal Pradesh,Andhra Pradesh, Chhattisgarh, Jharkhand, Kerala, Karnataka, Maharashtra, Orissa, Rajasthan y Tripura han implementado una reserva del 50 % para las mujeres en los PRI.La mayoría de los candidatos en estos panchayats son mujeres. En 2015, el 100 % de los miembros elegidos en el Kodassery Panchayat de Kerala eran mujeres.En la actualidad, en 2020, hay 16 mujeres ministras principales en la India.
En 2018, 12 de los 29 estados y el territorio de la Unión de Delhi tenían al menos una mujer como ministra principal.
Actualmente hay 81 mujeres y 458 hombres en el Parlamento indio, lo que equivale al 15,3 % y al 84,97 %, respectivamente.

## Cultura
Las relaciones familiares desempeñan un papel importante en la configuración de la condición de la mujer en la India, influida por las variaciones culturales y regionales. En la India, la familia se considera de vital importancia y, en la mayor parte del país, la unidad familiar es patrilineal. Las familias suelen ser multigeneracionales, y la novia se muda a vivir con los suegros. Las familias suelen ser jerárquicas, con los mayores ejerciendo autoridad sobre las generaciones más jóvenes y los hombres sobre las mujeres. La gran mayoría de los matrimonios son monógamos (un marido y una mujer), pero tanto la poliginia como la poliandria tienen tradición entre algunas poblaciones de la India. Las bodas en la India pueden ser bastante caras. La mayoría de los matrimonios en la India son concertados.
En cuanto a la vestimenta, las mujeres de toda la India visten saris (una larga pieza de tela que se envuelve alrededor del cuerpo) y salwar kameez. El bindi forma parte del maquillaje de las mujeres. A pesar de la creencia popular, el bindi en la frente no indica el estado civil, pero el sindoor sí.
El rangoli (o kolam) es un arte tradicional muy popular entre las mujeres indias.
En 1991, el Tribunal Superior de Kerala restringió la entrada al santuario de Sabarimala a las mujeres mayores de 10 años y menores de 50, ya que se encontraban en edad menstrual. El 28 de septiembre de 2018, el Tribunal Supremo de la India levantó la prohibición de entrada a las mujeres. Afirmó que la discriminación contra las mujeres por cualquier motivo, incluso religioso, es inconstitucional.

### Representación en el cine indio
Con el tiempo, la industria cinematográfica hindi ha evolucionado para retratar a las mujeres como independientes y capaces, reflejando los cambios en las normas sociales y ofreciendo así al público una visión de la igualdad de género. Históricamente, las mujeres en la India se han enfrentado a restricciones legales que limitaban su participación en diversas actividades, y estas limitaciones han suscitado preocupación sobre las prácticas y valores culturales del país. Anteriormente, estas mujeres no podían maquillarse de forma sencilla y natural a los personajes de las películas porque la ley no les permitía hacerlo, aunque la situación actual ha cambiado.Junto con los medios de comunicación, la industria cinematográfica india ha desempeñado un papel importante en el impulso de cambios en la ley y en la mejora de la vida de las mujeres en la India; ha enviado mensajes a su público que desafían la naturaleza restrictiva de la sociedad, promoviendo la idea de que las mujeres deben tener la libertad de tomar sus propias decisiones y vivir sus vidas según sus propios términos.
La representación de las mujeres en el cine hindi (Bollywood) ha cambiado con el tiempo a medida que han cambiado las normas sociales, y ahora incluye representaciones diversas.Dilwale Dulhania Le Jayenge, o DDLJ para abreviar, es una película de Bollywood de 1995 cuya protagonista femenina, Simran, representaba a la mujer india ideal. La película la describe como una mujer modesta, reservada y respetuosa que sigue siendo obediente con su familia y nunca compromete su «pureza». Sin embargo, al mismo tiempo, Simran fue disuadida por su padre de tener una relación con un hombre antes del matrimonio, especialmente con uno que él no conocía y al que no aprobaba. Esta película ilustra cómo se vilipendia a las mujeres que buscan el amor por sí mismas.
Por el contrario, películas como Kabhi Alvida Naa Kehna (2006) y Gehraiyaan (2022) exploran personajes femeninos más inconformistas. En Gehraiyaan, los personajes principales luchan contra enfermedades mentales, participan en infidelidades y provienen de familias rotas. La presencia general de estos personajes destaca cómo la mujer india moderna está menos sujeta a las expectativas tradicionales y, en general, se ha incorporado al mercado laboral, es económicamente independiente e incluso se ha liberado sexualmente de las normas anteriores.
Otras películas con personajes femeninos inconformistas son: la película Dangal de 2016, la película Mili de 2022, la película Raazi de 2018 y otras.

## Ejército y fuerzas del orden
- Una oficial del Ejército indio informa a soldados rusos durante un ejercicio conjunto en 2015.
- Mujeres de la Fuerza de Seguridad Fronteriza en la frontera entre India y Pakistán.

Las Fuerzas Armadas de la India comenzaron a reclutar mujeres para puestos no médicos en 1992. El Ejército de la India comenzó a incorporar mujeres oficiales en 1992.La Fuerza de Seguridad Fronteriza (BSF) comenzó a reclutar mujeres oficiales en 2013. El 25 de marzo de 2017, Tanushree Pareek se convirtió en la primera mujer oficial de combate nombrada por la BSF.
El 24 de octubre de 2015, el Gobierno indio anunció que las mujeres podían servir como pilotos de combate en la Fuerza Aérea India (IAF), cuando anteriormente solo se les permitía pilotar aviones de transporte y helicópteros. La decisión significa que las mujeres ahora pueden ser admitidas en cualquier puesto de la IAF.En 2016, la India anunció la decisión de permitir que las mujeres ocuparan puestos de combate en todas las secciones de su ejército y marina.
En 2014, las mujeres representaban el 3 % del personal del Ejército indio, el 2,8 % del personal de la Armada y el 8,5 % del personal de la Fuerza Aérea.En 2016, las mujeres representaban el 5 % de todo el personal activo y de reserva de las Fuerzas Armadas indias.
En 1972, Kiran Bedi se convirtió en la primera mujer oficial del Servicio de Policía de la India y fue la única mujer en un grupo de 80 oficiales del IPS, y se unió al cuadro AGMUT. En 1992, Asha Sinha, oficial del IPS de la promoción de 1982, se convirtió en la primera mujer comandante de las fuerzas paramilitares de la India cuando fue destinada como comandante de la Fuerza Central de Seguridad Industrial en Mazagon Dock Shipbuilders Limited. Kanchan Chaudhary Bhattacharya, la segunda mujer oficial del IPS de la India perteneciente a la promoción de 1973, se convirtió en la primera mujer directora general de policía de un estado de la India cuando fue nombrada DGP de la policía de Uttarakhand. En 2018, la oficial del IPS Archana Ramasundram, de la promoción de 1980, se convirtió en la primera mujer en ocupar el cargo de directora general de policía de una fuerza paramilitar como DG de Sashastra Seema Bal. En marzo de 2018, la policía de Delhi anunció que comenzaría a incorporar mujeres a su equipo SWAT.
El 17 de febrero de 2020, el Tribunal Supremo de la India dictaminó que las mujeres oficiales del ejército indio pueden obtener puestos de mando en igualdad de condiciones con los oficiales masculinos. El tribunal afirmó que los argumentos del Gobierno en contra eran discriminatorios, perturbadores y basados en estereotipos. El tribunal también afirmó que todas las mujeres oficiales deberían poder acceder a la comisión permanente, independientemente de sus años de servicio.El Gobierno había afirmado anteriormente que algunas tropas no aceptarían a mujeres al mando.

## Educación y desarrollo económico

### Educación
Aunque está aumentando considerablemente,la tasa de alfabetización femenina en la India es inferior a la masculina. El número de niñas matriculadas en la escuela es muy inferior al de niños, y muchas niñas abandonan los estudios.En las zonas urbanas de la India, las niñas están casi al mismo nivel que los niños en términos de educación. Sin embargo, en las zonas rurales, las niñas siguen teniendo un nivel educativo inferior al de los niños. Según los datos de la Encuesta Nacional por Muestreo de 1997, solo los estados de Kerala y Mizoram se han acercado a la alfabetización femenina universal. Según los estudiosos, el principal factor que explica la mejora de la situación social y económica de las mujeres en Kerala es la alfabetización.
En el marco del programa de educación no formal (NFE), alrededor del 40 % de los centros NFE de los estados y el 10 % de los centros de los territorios de la Unión están reservados exclusivamente para mujeres. En el año 2000, alrededor de 300 000 centros NFE atendían a unos 7,42 millones de niños. Alrededor de 120 000 centros NFE estaban destinados exclusivamente a niñas.
Según un informe de 1998 del Departamento de Comercio de los Estados Unidos, los principales obstáculos para la educación de las mujeres en la India son las instalaciones escolares inadecuadas (como las instalaciones sanitarias), la escasez de profesoras y los prejuicios de género en los planes de estudio (los personajes femeninos se describen como débiles e indefensos).
La tasa de alfabetización es más baja para las mujeres que para los hombres: la tasa de alfabetización es del 60,6 % para las mujeres, mientras que para los hombres es del 81,3 %. Sin embargo, el censo de 2011 indicó un crecimiento de la alfabetización del 9,2 % entre 2001 y 2011, lo que supone un ritmo más lento que el observado durante la década anterior. Existe una gran disparidad de género en la tasa de alfabetización en la India: las tasas de alfabetización efectiva (a partir de los 7 años) en 2011 eran del 82,14 % para los hombres y del 65,46 % para las mujeres. (población de 15 años o más, datos de 2015).

### Participación en la población activa

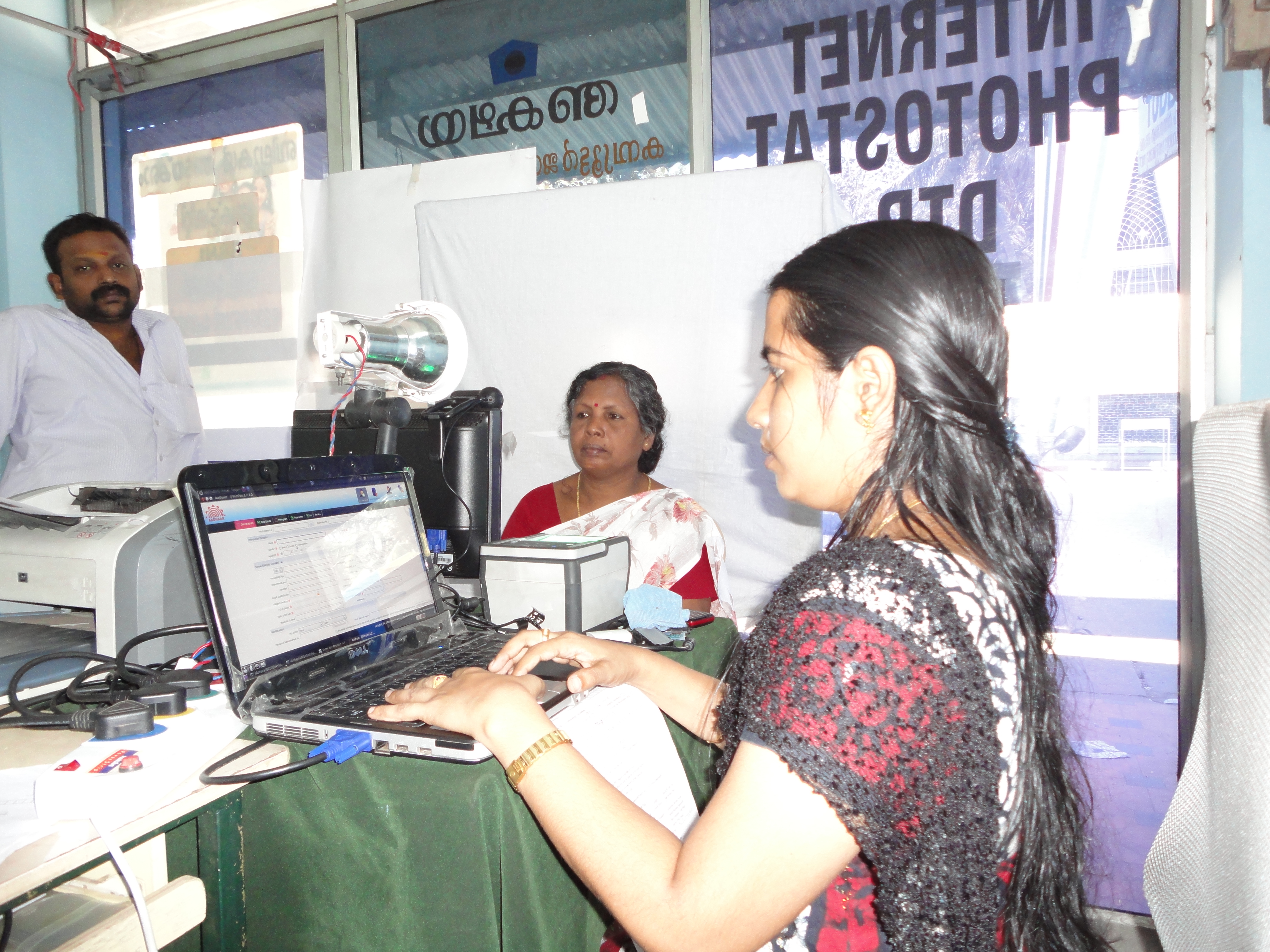
Una mujer trabaja en un centro Aadhaar en India.

Contrariamente a la percepción común, un gran porcentaje de mujeres en la India participan activamente en trabajos tradicionales y no tradicionales. A pesar del gran número de mujeres que forman parte de la población activa, el país tiene una tasa de participación femenina en el mercado laboral de solo el 23 %.Las agencias nacionales de recopilación de datos reconocen que las estadísticas subestiman considerablemente la contribución de las mujeres como trabajadoras.Las razones de estas estadísticas engañosas pueden atribuirse a los prejuicios culturales y las expectativas sobre el papel de la mujer en la sociedad.Además, hay más mujeres indias empleadas en la economía informal que hombres.Sin embargo, hay muchas menos mujeres que hombres en la población activa remunerada.

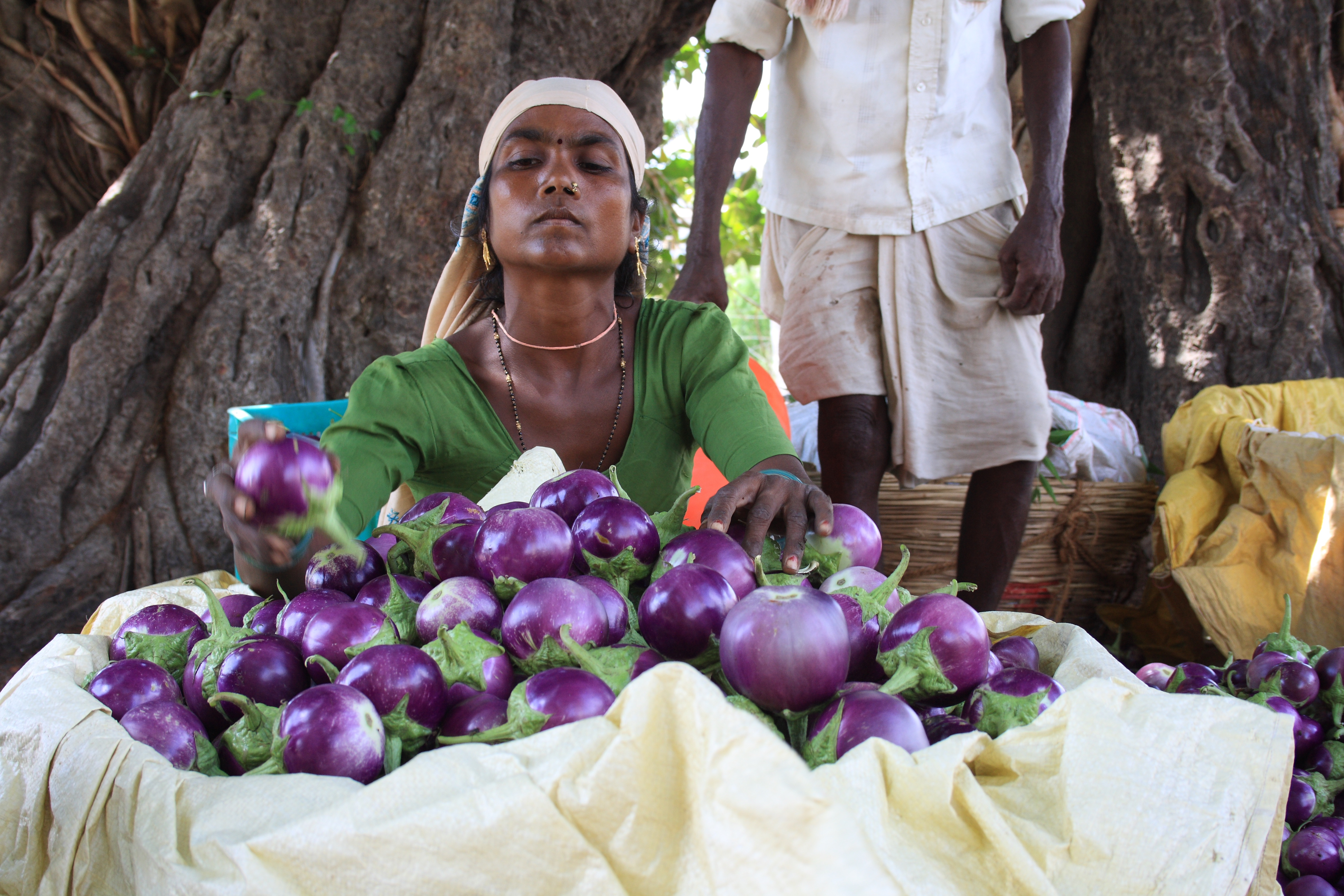
Una trabajadora agrícola vende berenjenas en Gujarat

En las zonas urbanas de la India, la participación de las mujeres en la población activa ha aumentado, especialmente en sectores como la tecnología y los servicios. Por ejemplo, en el sector del software, el 30 % de la población activa es femenina.Estas cifras elevadas se deben también al hecho de que el 81 % de la población activa femenina urbana trabaja en el sector informal.Los estudios han demostrado que un mayor nivel de educación se traduce en mayores ingresos para las mujeres que viven en zonas urbanas. 
En la India rural, en los sectores agrícola y industrial afín, las mujeres representan hasta el 89,5 % de la población activa. En la producción agrícola total, la contribución media de las mujeres se estima entre el 55 % y el 66 % del total de la mano de obra. Según un informe del Banco Mundial de 1991, las mujeres representaban el 94 % del empleo total en la producción lechera en la India.
Las mujeres constituyen el 51 % del total de empleados en pequeñas empresas forestales.
La India está por encima de la media mundial en cuanto a mujeres en puestos de alta dirección. 
Brecha salarial por género

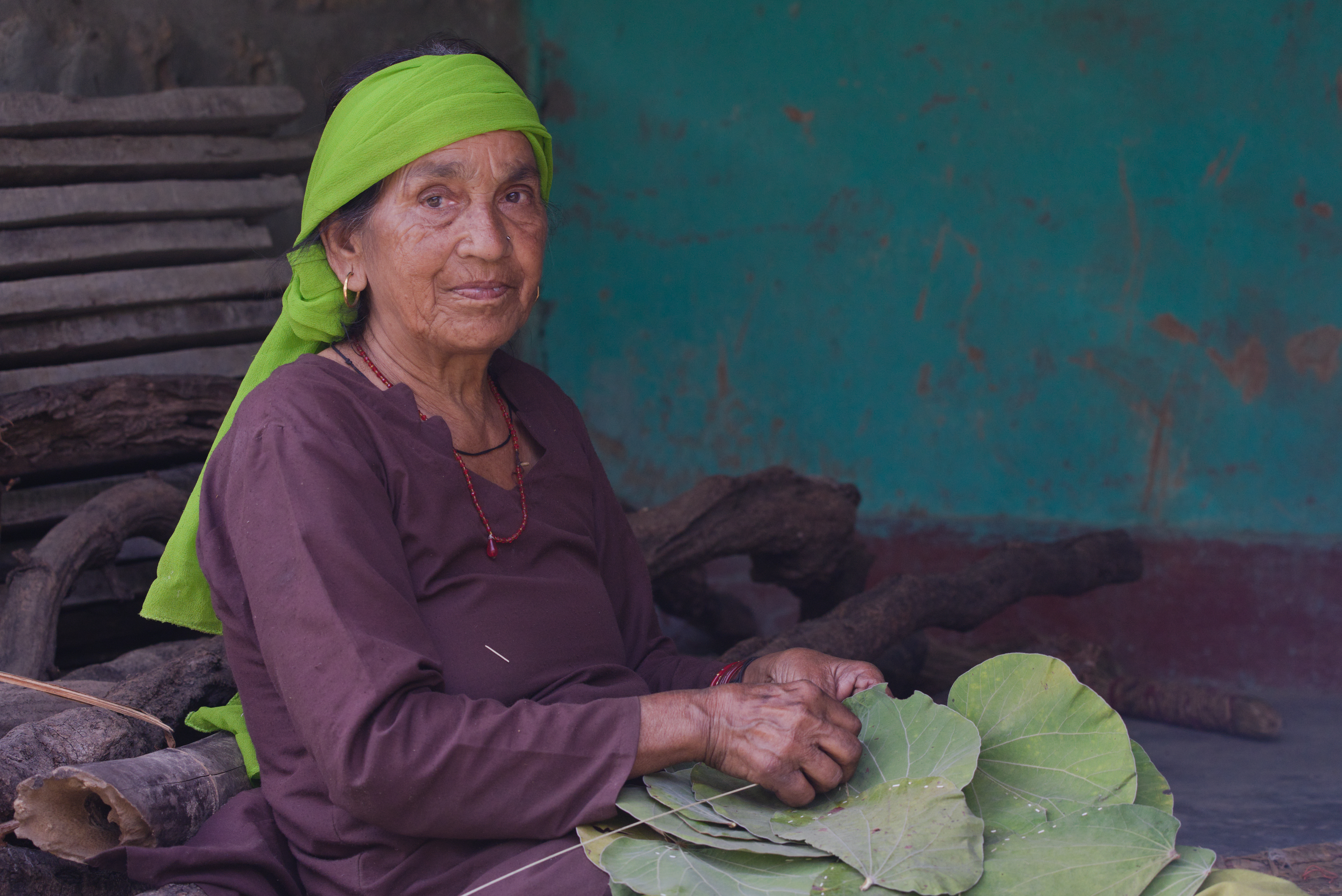
Ramdei, residente de Nadli, distrito de Kangra, Himachal Pradesh, haciendo platos de hojas

En 2017, un estudio realizado por Monster Salary Index (MSI) reveló que la brecha salarial por género en la India era del 20 %. El estudio reveló que la brecha era menor en los primeros años de experiencia.
Mientras que los hombres con 0-2 años de experiencia ganaban un 7,8 % más que las mujeres en términos de salario medio, en el grupo con 6-10 años de experiencia, la brecha salarial era del 15,3 %. La brecha salarial se amplía en los puestos de alto nivel, ya que los hombres con 11 o más años de antigüedad ganaban un 25 % más que las mujeres en términos de salario medio.
En función de la formación académica, los hombres con una licenciatura ganaban de media un 16 % más que las mujeres en 2015, 2016 y 2017, mientras que los titulados con un máster experimentaban una diferencia salarial aún mayor. Los hombres con una titulación de cuatro o cinco años o equivalente a un máster ganaban de media un 33,7 % más que las mujeres.
La India aprobó la Ley de Igualdad Salarial en 1976, que prohíbe la discriminación salarial por motivos de sexo. Sin embargo, en la práctica, la disparidad salarial sigue existiendo y es una de las muchas formas persistentes de desigualdad de género en la población activa india.
Empresas propiedad de mujeres
Una de las historias de éxito empresarial femenino más famosas, del sector rural, es la de Shri Mahila Griha Udyog Lijjat Papad. Fundada en 1959 por siete mujeres en Bombay con un capital inicial de solo 80 rupias, en 2018 tuvo una facturación anual de más de 800 millones de rupias (más de 109 millones de dólares). Da empleo a 43 000 mujeres (en 2018) en todo el país.
Una de las cooperativas lecheras más grandes del mundo, Amul, comenzó movilizando a las mujeres rurales de Anand, en el estado occidental de Gujarat.
Mujeres destacadas en el mundo de los negocios
En 2006, Kiran Mazumdar-Shaw, fundadora de Biocon, una de las primeras empresas biotecnológicas de la India, fue considerada la mujer más rica del país. Lalita D. Gupte y Kalpana Morparia fueron las únicas mujeres de negocios de la India que figuraron en la lista de las mujeres más poderosas del mundo de Forbes en 2006. Gupte dirigió el ICICI Bank, el segundo banco más grande de la India, hasta octubre de 2006 y Morparia es directora general de JP Morgan India.
Shaw siguió siendo la mujer más rica que se ha hecho a sí misma en 2018, ocupando el puesto 72 en términos de patrimonio neto en la lista anual de ricos de Forbes. Era la cuarta y última mujer de la lista, lo que demuestra que 96 de las 100 entidades más ricas del país seguían estando controladas directa o indirectamente por hombres.
Según la lista "Kotak Wealth Hurun – Leading Wealthy Women 2018", que recopila las 100 mujeres indias más ricas en función de su patrimonio neto a 30 de junio de 2018, Shaw era una de las dos únicas mujeres, junto con Jayshree Ullal, que no habían heredado su fortuna actual de familiares que figuraban entre los diez primeros.
Sin embargo, la India tiene una larga tradición de mujeres que, tras heredar una fortuna, crean grandes empresas o lanzan carreras exitosas por méritos propios.

### Derechos sobre la tierra y la propiedad

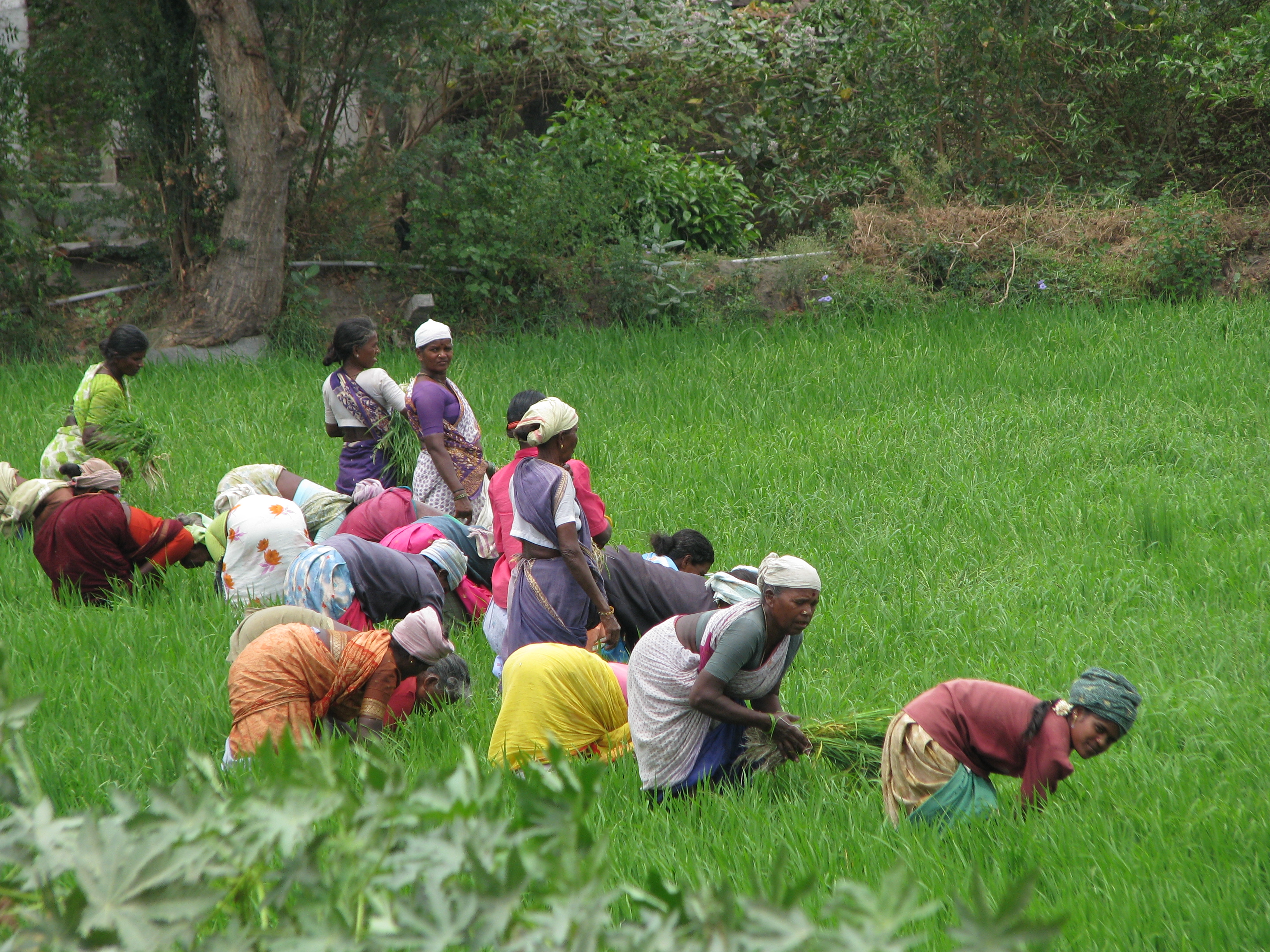
Mujeres cosechando arroz en Tamil Nadu. Las mujeres rara vez poseen tierras a su nombre, aunque a menudo trabajan en la agricultura.

En la mayoría de las familias indias, las mujeres no poseen ninguna propiedad a su nombre y no reciben ninguna parte de los bienes de sus padres.En la India, los derechos de propiedad de las mujeres varían en función de la religión y la tribu, y están sujetos a una compleja combinación de leyes y costumbres,pero, en principio, se ha avanzado hacia la concesión de los mismos derechos legales a las mujeres, especialmente desde la aprobación de la Ley de Sucesión Hindú (Enmienda) de 2005.
Las leyes personales hindúes de 1956 (aplicables a hindúes, budistas, sijs y jainistas) otorgaron a las mujeres derechos de sucesión. Sin embargo, los hijos tenían una parte independiente de los bienes ancestrales, mientras que la parte de las hijas se basaba en la parte que recibía su padre. Por lo tanto, un padre podía desheredar efectivamente a una hija renunciando a su parte de los bienes ancestrales, pero un hijo seguiría teniendo una parte por derecho propio. Además, las hijas casadas, incluso aquellas que sufrían abusos y acoso doméstico, no tenían derecho a residir en la casa ancestral. Gracias a una enmienda de las leyes hindúes en 2005, las mujeres tienen ahora el mismo estatus que los hombres.
En 1986, el Tribunal Supremo de la India dictaminó que Shah Bano, una anciana musulmana divorciada, tenía derecho a una pensión alimenticia. Sin embargo, la decisión fue rechazada por los líderes musulmanes fundamentalistas, que alegaron que el tribunal estaba interfiriendo en su derecho personal. Posteriormente, el Gobierno de la Unión aprobó la Ley de Protección de los Derechos de las Mujeres Musulmanas en caso de Divorcio.
Del mismo modo, las mujeres cristianas han luchado durante años por la igualdad de derechos en materia de divorcio y sucesión. En 1994, todas las iglesias, junto con organizaciones de mujeres, elaboraron un proyecto de ley denominado "Proyecto de ley sobre el matrimonio cristiano y las causas matrimoniales". Sin embargo, el Gobierno aún no ha modificado las leyes pertinentes.En 2014, la Comisión Jurídica de la India pidió al Gobierno que modificara la ley para otorgar a las mujeres cristianas la igualdad de derechos sobre la propiedad.

## Delitos contra las mujeres

El mapa muestra la tasa comparativa de violencia contra las mujeres en los estados y territorios de la unión de la India en 2012. Los datos de la tasa de delitos por 100.000 mujeres de este mapa corresponden a la definición más amplia de delito contra la mujer según la legislación india. Incluye violación, agresión sexual, ofensa al pudor, secuestro, rapto, crueldad por parte de la pareja o familiares, trata, persecución por dote, muertes por dote, indecencia y todos los demás delitos enumerados en el Código Penal indio.

En la India se han denunciado delitos contra las mujeres, como violaciones, ataques con ácido, asesinatos por dote, asesinatos por honor y prostitución forzada de niñas.TrustLaw, un servicio de noticias con sede en Londres propiedad de la Fundación Thomson Reuters, clasificó a la India como el cuarto lugar más peligroso del mundo para las mujeres, según una encuesta realizada a 213 expertos en cuestiones de género.Los registros policiales de la India muestran una alta incidencia de delitos contra las mujeres. La Oficina Nacional de Registros Criminales informó en 1998 que, para 2010, el crecimiento de la tasa de delitos contra las mujeres superaría la tasa de crecimiento de la población. Anteriormente, muchos delitos contra las mujeres no se denunciaban a la policía debido al estigma social asociado a la violación y al abuso sexual. Las estadísticas oficiales muestran un aumento espectacular del número de delitos contra las mujeres denunciados.

### Ataques con ácido
Un análisis de las noticias publicadas en la India determinó que el 72 % de los casos denunciados entre enero de 2002 y octubre de 2010 incluían al menos una víctima femenina.El ácido sulfúrico, el ácido nítrico y el ácido clorhídrico, los tipos de ácido más comunes utilizados en los ataques, son generalmente baratos y se pueden adquirir fácilmente como productos de limpieza comunes.Los ataques con ácido contra las mujeres suelen ser una forma de venganza y a menudo los cometen familiares o amigos. El número de ataques con ácido ha aumentado en los últimos años.

### Matrimonio infantil
El matrimonio infantil ha sido tradicionalmente frecuente en la India, pero no sigue siendo así en la India moderna hasta el día de hoy. Históricamente, las novias infantiles vivían con sus padres hasta alcanzar la pubertad. En el pasado, las viudas infantiles estaban condenadas a una vida de gran agonía, con la cabeza rapada, viviendo aisladas y rechazadas por la sociedad.Aunque el matrimonio infantil fue prohibido en 1860, sigue siendo una práctica habitual. La Ley de Restricción del Matrimonio Infantil de 1929 es la legislación pertinente en el país.
Según el informe "Estado Mundial de la Infancia 2009" de UNICEF, el 47 % de las mujeres indias de entre 20 y 24 años se casaron antes de la edad legal de 18 años, porcentaje que asciende al 56 % en las zonas rurales. El informe también reveló que el 40 % de los matrimonios infantiles del mundo se producen en la India.

### Violencia doméstica
Los informes sugieren que la violencia doméstica en la India es un problema muy extendido en el país, con importantes implicaciones sociales y legales.Alrededor del 70 % de las mujeres de la India son víctimas de violencia doméstica, según Renuka Chowdhury, exministra de la Unión para el Desarrollo de la Mujer y el Niño.La violencia doméstica se abordó legalmente en la década de 1980, cuando la Ley Penal de 1983 introdujo el artículo 498A "Marido o pariente del marido de una mujer que la somete a crueldad".
La Oficina Nacional de Registros Criminales revela que cada tres minutos se comete un delito contra una mujer, cada 29 minutos se viola a una mujer, cada 77 minutos se produce una muerte por dote y cada nueve minutos se produce un caso de maltrato por parte del marido o un familiar del marido.Esto ocurre a pesar de que las mujeres en la India están protegidas legalmente contra el maltrato doméstico en virtud de la Ley de Protección de la Mujer contra la Violencia Doméstica.
En la India, la violencia doméstica hacia las mujeres se considera cualquier tipo de maltrato que pueda considerarse una amenaza; también puede ser maltrato físico, psicológico o sexual hacia cualquier pareja actual o anterior.La violencia doméstica no se trata como un delito o una denuncia, sino que se considera más bien un asunto privado o familiar.A la hora de determinar la categoría de una denuncia, se tiene en cuenta la casta, la clase social, los prejuicios religiosos y la raza, lo que también determina si se deben tomar medidas o no.Muchos estudios han informado sobre la prevalencia de la violencia y han adoptado un enfoque de justicia penal, pero la mayoría de las mujeres se niegan a denunciarla.A estas mujeres se les garantiza la justicia constitucional, la dignidad y la igualdad, pero siguen negándose a denunciar debido a sus contextos socioculturales.Como las mujeres se niegan a hablar de la violencia y a buscar ayuda, tampoco reciben el tratamiento adecuado.

### Dote

Mapa de la tasa india de muertes por dote por cada 100.000 habitantes, 2012.

En 1961, el Gobierno de la India aprobó la Ley de Prohibición de la Dote,que ilegalizó la exigencia de dote en los preparativos de las bodas. Sin embargo, se han denunciado muchos casos de violencia doméstica, suicidios y asesinatos relacionados con la dote. En la década de 1980 se denunciaron numerosos casos de este tipo.
En 1985 se elaboraron las Normas de Prohibición de la Dote (mantenimiento de listas de regalos a los novios). Según estas normas, se debe mantener una lista firmada de los regalos entregados a los novios en el momento del matrimonio. La lista debe contener una breve descripción de cada regalo, su valor aproximado, el nombre de la persona que lo ha entregado y su relación con el destinatario. Sin embargo, estas normas rara vez se aplican.
Un informe de 1997 afirmaba que cada año al menos 5000 mujeres mueren en la India por causas relacionadas con la dote, y al menos una docena mueren cada día en "incendios de cocina" que se cree que son intencionados.El término para esto es "quema de novias" y es criticado dentro de la propia India.
En 2011, la Oficina Nacional de Registros Criminales informó de 8618 muertes por dote. Las estimaciones no oficiales afirman que las cifras son al menos tres veces superiores.

### Infanticidio femenino y aborto selectivo por sexo

Mapa de la proporción de niños por sexo en la India, 2011.

En la India, la proporción entre hombres y mujeres está muy sesgada a favor de los hombres, debido principalmente al elevado número de mujeres que mueren antes de alcanzar la edad adulta.Las sociedades tribales de la India tienen una proporción entre sexos menos sesgada que otros grupos de castas. Esto es así a pesar de que las comunidades tribales tienen niveles de ingresos mucho más bajos, tasas de alfabetización más bajas y servicios de salud menos adecuados.Muchos expertos sugieren que el mayor número de hombres en la India puede atribuirse a los infanticidios femeninos y a los abortos selectivos por razón del sexo. La proporción entre sexos es especialmente desfavorable en la zona noroeste del país, en particular en Haryana y Jammu y Cachemira.
Las ecografías constituyen un gran avance en la atención a la madre y al bebé, y gracias a que los ecógrafos son ahora portátiles, estas ventajas se han extendido a las poblaciones rurales. Sin embargo, las ecografías suelen revelar el sexo del bebé, lo que permite a las mujeres embarazadas decidir abortar los fetos femeninos e intentar más tarde tener un hijo varón. Esta práctica se considera normalmente la principal razón del cambio en la proporción de niños varones y niñas que nacen.
En 1994, el Gobierno indio aprobó una ley que prohíbe a las mujeres o a sus familias preguntar por el sexo del bebé después de una ecografía (o cualquier otra prueba que proporcione esa información) y también prohíbe expresamente a los médicos o a cualquier otra persona proporcionar esa información. En la práctica, esta ley (al igual que la ley que prohíbe las dotes) se ignora ampliamente, y los niveles de aborto de fetos femeninos siguen siendo altos y la proporción de sexos al nacer sigue siendo cada vez más sesgada.
El infanticidio femenino (asesinato de niñas recién nacidas) sigue siendo frecuente en algunas zonas rurales.A veces se trata de infanticidio por negligencia, por ejemplo, las familias pueden no gastar dinero en medicamentos esenciales o negar la atención médica a una niña enferma.
El abuso continuado de la tradición de la dote ha sido una de las principales razones de los abortos selectivos por sexo y los infanticidios femeninos en la India.

### Asesinatos por honor
Los crímenes de honor han sido ampliamente denunciados en la India, sobre todo en las regiones del norte del país. Suelen estar motivados por el matrimonio de una niña (o, con menos frecuencia, de un niño) sin el consentimiento de la familia, especialmente si se trata de un matrimonio fuera de su casta o religión o, más concretamente en el noroeste de la India, entre miembros del mismo gotra. En 2010, el Tribunal Supremo de la India emitió un aviso sobre los asesinatos por honor a los estados de Punyab, Haryana, Bihar, Uttar Pradesh, Rajastán, Jharkhand, Himachal Pradesh y Madhya Pradesh.

### Acusaciones de brujería
En la India, especialmente en algunas zonas del norte, se producen actos de violencia contra las mujeres relacionados con acusaciones de brujería. La población india tiene una fuerte creencia en lo sobrenatural y los medios de comunicación informan de linchamientos por brujería.En Assam y Bengala Occidental, entre 2003 y 2008 se produjeron alrededor de 750 muertes relacionadas con acusaciones de brujería.Funcionarios del estado de Chhattisgarh informaron en 2008 de que al menos 100 mujeres son maltratadas cada año por ser sospechosas de brujería.

### Violación

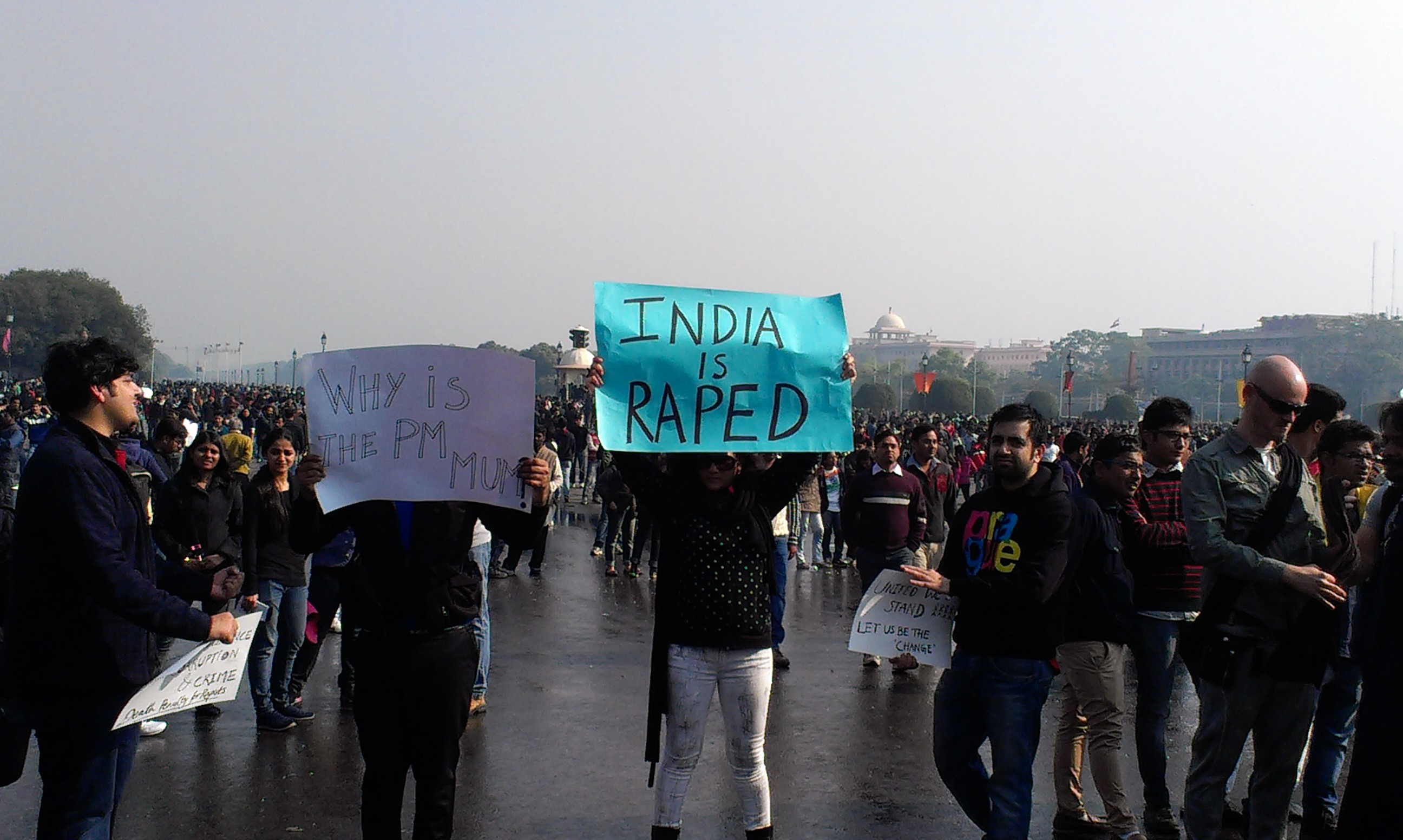
Personas protestando en Delhi (India) tras la violación en grupo de una joven estudiante en diciembre de 2012.

La violación en la India ha sido descrita por Radha Kumar como uno de los delitos más comunes contra las mujeres en la India y por el responsable de derechos humanos de la ONU como un "problema nacional".Desde la década de 1980, los grupos defensores de los derechos de las mujeres presionaron para que la violación marital fuera declarada ilegal,pero la Ley Penal (Enmienda) de 2013 sigue manteniendo la exención marital al establecer en su cláusula de excepción, en el artículo 375, que: "Las relaciones sexuales o los actos sexuales de un hombre con su propia esposa, siempre que esta no sea menor de quince años, no constituyen violación".Aunque el número de incidentes denunciados per cápita es bastante bajo en comparación con otros países, incluso con los países desarrollados, cada 20 minutos se denuncia un nuevo caso.De hecho, según los datos del NCRB publicados por el Gobierno de la India en 2018, en la India se denuncia una violación cada 15 minutos.
Nueva Delhi tiene una de las tasas más altas de denuncias por violación entre las ciudades indias. Las fuentes muestran que los casos de violación en la India se han duplicado entre 1990 y 2008.

### Acoso sexual
El acoso sexual es un eufemismo utilizado para referirse al acoso o abuso sexual de mujeres por parte de hombres. Muchos activistas culpan a la influencia de la "cultura occidental" del aumento de los casos de acoso sexual contra las mujeres. En 1987, se aprobó la Ley de Prohibición de la Representación Indecente de la Mujerpara prohibir la representación indecente de la mujer en anuncios publicitarios, publicaciones, escritos, pinturas o cualquier otro medio.
Del total de delitos contra las mujeres denunciados en 1990, la mitad estaban relacionados con abusos y acoso en el lugar de trabajo.En 1997, en una sentencia histórica [ambigua], el Tribunal Supremo de la India adoptó una postura firme contra el acoso sexual a las mujeres en el lugar de trabajo. El Tribunal también estableció directrices detalladas para la prevención y la reparación de agravios. Posteriormente, la Comisión Nacional para la Mujer elaboró estas directrices en un Código de Conducta para los empleadores.En 2013, el máximo tribunal de la India investigó la denuncia de una licenciada en Derecho que afirmaba haber sido acosada sexualmente por un juez del Tribunal Supremo recientemente jubilado.La Ley sobre el acoso sexual de las mujeres en el lugar de trabajo (prevención, prohibición y reparación) entró en vigor en diciembre de 2013 con el fin de prevenir el acoso a las mujeres en el lugar de trabajo.
Según un informe de Human Rights Watch, a pesar de que las mujeres denuncian cada vez más el acoso sexual en el trabajo, siguen enfrentándose al estigma y al miedo a las represalias, mientras los gobiernos promueven, establecen y supervisan comités de denuncia.Como explicó el director de Human Rights Watch para el sur de Asia, "la India cuenta con leyes progresistas para proteger a las mujeres del abuso sexual por parte de jefes, compañeros de trabajo y clientes, pero no ha tomado las medidas básicas para hacer cumplir estas leyes".
Un estudio de ActionAid UK reveló que el 80 % de las mujeres en la India habían sufrido acoso sexual, desde comentarios indeseados hasta tocamientos o agresiones. Muchos incidentes no se denuncian porque las víctimas temen ser rechazadas por sus familias.

### Trata
La Ley de Prevención del Tráfico Inmoral se aprobó en 1956.

## Legislación para proteger los derechos de las mujeres
1. Ley de Tutores y Guardas, 1890[155]
2. Código Penal Indio, 1860
3. Ley de Matrimonio Cristiano, 1872
4. Ley India de Pruebas, 1872[156]
5. Ley de Propiedad de la Mujer Casada, 1874
6. Ley de Indemnización de los Trabajadores, 1923
7. Ley India de Sucesiones, 1925
8. Ley de Tráfico Inmoral (prevención), 1956
9. Ley de Prohibición de la Dote, 1961[157]
10. Ley de Comisión de Sati(Prevención), 1987
11. Ley del Cinematógrafo, 1952
12. Ley de Registro de Nacimientos, Defunciones y Matrimonios, 1886
13. Ley de Salarios Mínimos, 1948
14. Ley de Prevención de Delitos Sexuales contra Menores, 2012
15. Ley de Restricción del Matrimonio Infantil, 1929
16. Aplicación del Derecho Personal Musulmán (Shariat), 1937
17. Ley de Prevención de la Representación Indecente de la Mujer, 1986
18. Ley Especial de Matrimonio, 1954[158]
19. Ley de Matrimonio Hindú, 1955
20. Ley Hindú de Sucesiones, 1956
21. Ley de Matrimonios Extranjeros, 1969
22. Ley de Tribunales de Familia, 1984
23. Ley de Prestaciones por Maternidad, 1961
24. Ley Hindú de Adopción y Manutención, 1956
25. Código de Procedimiento Penal, 1973
26. Ley de Interrupción Médica del Embarazo, 1971
27. Ley de la Comisión Nacional de la Mujer, 1990
28. Ley de Técnicas de Diagnóstico Preconcepcional y Prenatal (Prohibición de la Selección de Sexo), 1994
29. Ley de protección de las mujeres contra la violencia doméstica, 2005
30. Ley de prevención, prohibición y reparación del acoso sexual de las mujeres en el lugar de trabajo, 2013[159]
31. Ley india de divorcio, 1969
32. Ley de igualdad de remuneración, 1976
33. Ley hindú de nuevo matrimonio de las viudas, 1856
34. Ley de protección de los derechos de las mujeres musulmanas en el matrimonio, 2019

## Mujeres sordas o con discapacidad auditiva

### Educación
Como se ha mencionado en secciones anteriores, las mujeres indias se encuentran en desventaja con respecto a los hombres en muchos ámbitos, como las habilidades de alfabetización, lo que contribuye a las tasas de abandono escolar, los prejuicios de género y las instalaciones inadecuadas. El contacto previo con una persona con discapacidad es el factor número uno que influye en la actitud de los profesores indios hacia los alumnos con discapacidad,por lo que puede resultar difícil encontrar una educación imparcial. Las mujeres sordas se enfrentan a retos únicos en la educación, ya que sufren la intersección de la opresión tanto por ser mujeres como por ser sordas.

#### La educación durante la COVID-19
Además de los obstáculos habituales en la educación accesible, la pandemia de COVID-19 ha añadido otra capa de dificultad para las mujeres sordas. No solo se enfrentan a prejuicios de género y a que se dejen de lado sus necesidades como mujeres, sino que la pandemia ha creado nuevos problemas, como la falta de comunicación cara a cara y las mascarillas que impiden la lectura de labios. Un estudio de la organización Rising Flame reveló que más del 90 % de las mujeres sordas, sordociegas o con discapacidad auditiva de la muestra encuestada en la India tuvieron dificultades para acceder a la educación y a otros recursos durante la pandemia.

### Violencia contra las mujeres sordas
Las mujeres y niñas con discapacidad, incluida la sordera, corren un riesgo mucho mayor de sufrir violencia sexual.La sordera, en particular, puede afectar a la conciencia situacional y a la capacidad de comunicar de forma rápida y eficaz la necesidad de ayuda a otras personas (por ejemplo, gritando "¡AYUDA!" a un transeúnte), lo que hace que las mujeres sordas sean blancos más fáciles de la violencia.
La denuncia de esta violencia también es extremadamente baja debido a la falta de acceso a medios de comunicación adecuados, ya que en estos casos rara vez se dispone de adaptaciones como un intérprete. Aunque el Gobierno indio tenía la intención de mantener y hacer cumplir las leyes relativas a la violencia sexual, mencionando específicamente a las mujeres con discapacidad, tras los disturbios civiles provocados por la violación de una joven en 2013, estas leyes no pudieron aplicarse de manera eficaz.
Las mujeres con discapacidad en la India también se enfrentan a problemas para obtener tratamiento médico, justicia legal, indemnización y otras prestaciones. Las Directrices y protocolos para la atención médico-legal de las víctimas/supervivientes de violencia sexual de 2014 del Ministerio de Salud y Bienestar Familiar de la India exponen su opinión sobre la razón por la que las mujeres con discapacidad suelen tener dificultades para denunciar la violencia:
... debido a las evidentes barreras de comunicación, así como a su dependencia de cuidadores que también pueden ser abusadores. Cuando denuncian, sus quejas no se toman en serio y las dificultades que encuentran para expresarse en un sistema que no crea un entorno propicio para ello complican aún más las cosas.
Existen obstáculos evidentes a la hora de denunciar para las mujeres sordas, como la falta de intérpretes, el miedo al estigma y otros. Sin embargo, además de eso, el sistema judicial no responde adecuadamente cuando se presenta una denuncia.Human Rights Watch incluso descubrió que, en ocasiones, se niega el acceso a las adaptaciones a las mujeres y niñas que no pueden demostrar que tienen una discapacidad.Muchos casos simplemente se ocultan, a pesar de la legislación vigente.

### Organizaciones
Todavía no existe una lengua de signos estandarizada en la India, por lo que se ha hecho mucho hincapié en el parentesco entre las mujeres sordas. A menudo se enfrentan a una intersección de opresión, por ser sordas y mujeres. Han surgido algunas organizaciones dirigidas por mujeres sordas para compartir un sentido de comunidad, aprender unas de otras y comprender su identidad como mujeres sordas.

#### Fundación de Mujeres Sordas de Delhi
La Fundación de Mujeres Sordas de Delhi (DFDW) se creó con el fin de crear un espacio para oportunidades profesionales y para experimentar las habilidades sociales y comunitarias entre mujeres que comparten la misma identidad. Organiza una serie de eventos y actividades sociales para promover la conciencia sobre la sordera y el orgullo por la identidad de las mujeres sordas. No solo eso, sino que también sirve como centro de rehabilitación para mujeres sordas.Aunque se centra principalmente en las mujeres sordas, ya que sus necesidades son específicas, la DFDW también ayuda a los hombres sordos con el desarrollo de algunas habilidades y algunos hombres sordos son líderes de algunos programas específicos de la DFDW.

#### Fundación de Mujeres Sordas de toda la India
La Fundación de Mujeres Sordas de toda la India comenzó satisfaciendo las necesidades de la comunidad como un club para mujeres sordas, pero reconoció que las mujeres sordas necesitan un apoyo más estructurado.Desde entonces, en 1973, se ha expandido hasta convertirse en un centro de rehabilitación para mujeres sordas y otras personas sordas. Actualmente ofrece apoyo, seminarios y otros eventos.
La Fundación de Mujeres Sordas de Hyderabad está afiliada a la Fundación de Mujeres Sordas de toda la India desde 2014.Esta fundación se centra en el empoderamiento de las mujeres sordas en la India y organiza eventos como el Festival Cultural Nacional de Mujeres Sordas, un festival que celebra la participación de las mujeres sordas en las artes, la tecnología y otras habilidades.

### Oportunidades profesionales
Hay ciertas profesiones que, culturalmente, no se consideran adecuadas para las personas sordas. Teniendo esto en cuenta, la intersección entre la sordera y el hecho de ser mujer crea un problema social importante a la hora de que las mujeres sordas de la India encuentren profesiones satisfactorias.
Dicho esto, la sordera está bastante aceptada en la India y no se considera necesariamente una discapacidad que haga que una persona sea menos inteligente, lo que influye en la forma en que los empleadores pueden ver a los candidatos sordos.

## Otras preocupaciones

### Participación de las mujeres en la vida social
El grado de participación de las mujeres en la vida pública, es decir, fuera del hogar, varía según la región y el origen. Por ejemplo, los rajputs, un clan patrilineal que habita en algunas partes de la India, especialmente en la zona noroeste, han practicado tradicionalmente el ghunghat, y muchos lo siguen haciendo hoy en día. Sin embargo, en los últimos años, más mujeres han comenzado a desafiar estas normas sociales: por ejemplo, las mujeres de las zonas rurales de Haryana rechazan cada vez más el ghunghat. En la India, la mayor parte de la población (aproximadamente dos tercios) es rural y, como tal, vive en comunidades muy unidas en las que es muy fácil que una mujer arruine el "honor" de su familia con su comportamiento. El concepto de honor familiar está especialmente extendido en el norte de la India. Izzat es un concepto de honor muy presente en la cultura del norte de la India y Pakistán.Izzat se aplica a ambos sexos, pero de manera diferente. Las mujeres deben defender el "honor familiar" siendo castas, pasivas y sumisas, mientras que los hombres deben ser fuertes, valientes y estar dispuestos y ser capaces de controlar a las mujeres de sus familias.Las zonas rurales que rodean Delhi se encuentran entre las más conservadoras de la India: se estima que el 30 % de todos los asesinatos por honor de la India tienen lugar en el oeste de Uttar Pradesh,mientras que Haryana ha sido descrita como "una de las regiones más conservadoras de la India en lo que respecta a las castas, el matrimonio y el papel de la mujer. Profundamente patriarcal, la pureza de casta es primordial y los matrimonios se arreglan para mantener el statu quo".
En 2018, el Tribunal Supremo de la India levantó una prohibición que llevaba décadas en vigor y que impedía a las mujeres de entre 10 y 50 años entrar en el templo de Sabarimala, en Kerala. En 2019, dos mujeres entraron en el templo bajo protección policial. Los nacionalistas hindúes protestaron por la entrada de las mujeres y Sreedharan Pillai, presidente estatal de la rama de Kerala del partido nacionalista Bharatiya Janata, describió la entrada de las mujeres en el templo como "una conspiración de los gobernantes ateos para destruir los templos hindúes". El primer ministro Modi afirmó: "Sabíamos que los comunistas no respetan la historia, la cultura y la espiritualidad de la India, pero nadie imaginaba que sentirían tanto odio". El santuario está dedicado al culto del dios Ayyappa, una deidad célibe, y sus seguidores creen que la presencia de mujeres "contaminaría" el lugar y iría en contra de los deseos de la deidad patrona. Las dos mujeres tuvieron que esconderse tras entrar en el templo y se les concedió protección policial las 24 horas del día. Una de las mujeres fue expulsada de su casa por su marido y tuvo que mudarse a un refugio. Desde entonces, decenas de mujeres que intentaban entrar en el templo han sido rechazadas por los manifestantes.
Antes de noviembre de 2018, las mujeres tenían prohibido subir al Agasthyarkoodam. Una sentencia judicial eliminó la prohibición.

### Salud

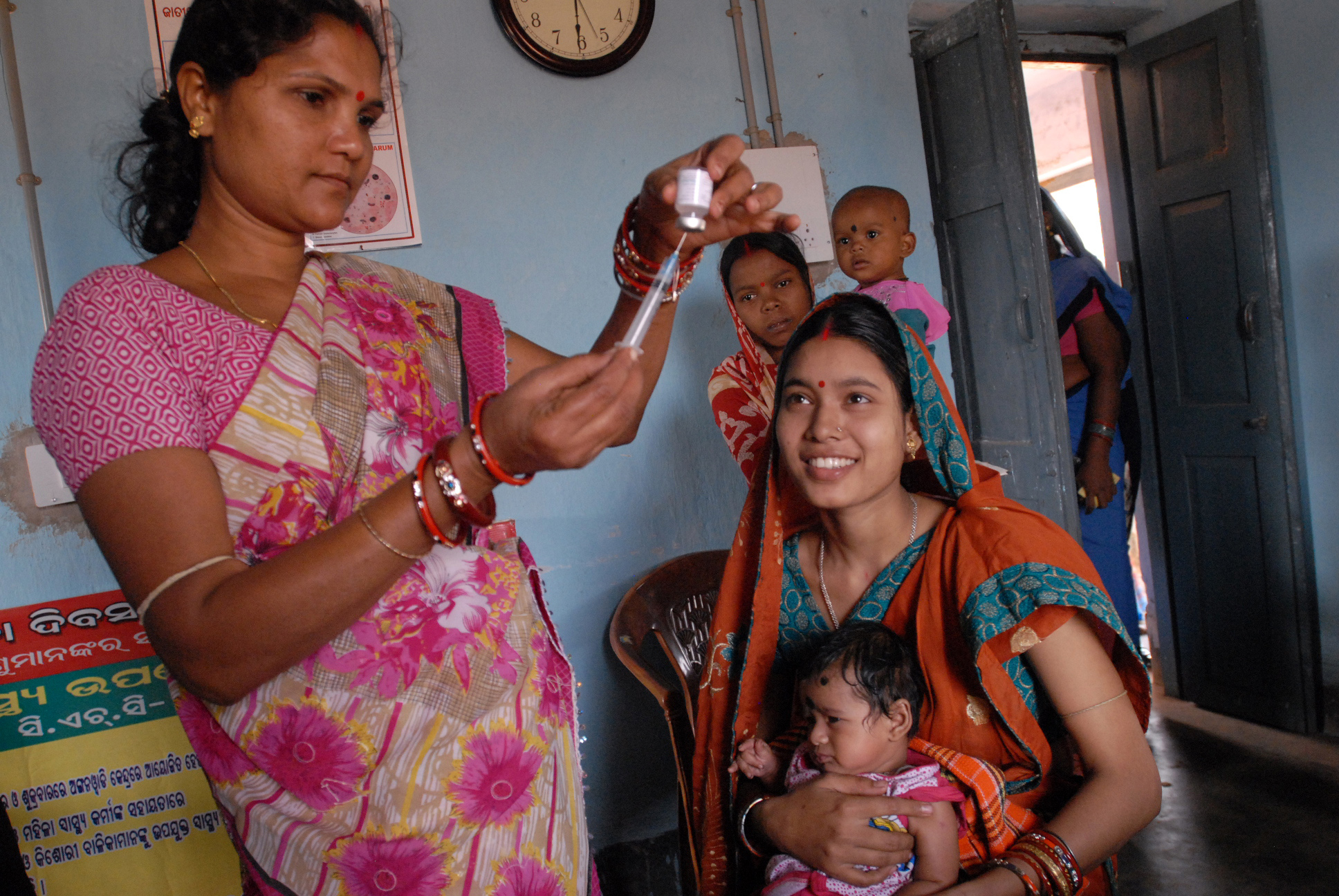
Trabajadora sanitaria comunitaria preparando una vacuna en Odisha

La esperanza de vida media de las mujeres en la India es hoy en día baja en comparación con muchos países, pero ha mejorado gradualmente a lo largo de los años. En muchas familias, especialmente en las rurales, las niñas y las mujeres sufren discriminación nutricional dentro del núcleo familiar y padecen anemia y malnutrición. Casi la mitad de las adolescentes sufren malnutrición crónica.Además, la mala nutrición durante el embarazo suele provocar complicaciones en el parto.
La mortalidad materna en la India es la 56.ª más alta del mundo. El 42 % de los partos en el país se supervisan en instituciones médicas. En las zonas rurales, la mayoría de las mujeres dan a luz con la ayuda de mujeres de la familia, lo que contradice el hecho de que las parteras no profesionales o sin formación carecen de conocimientos sobre el embarazo.

### Planificación familiar
La mujer media que vive en una zona rural de la India tiene poco o ningún control sobre el embarazo. Las mujeres, especialmente en las zonas rurales, no tienen acceso a métodos anticonceptivos seguros y autocontrolados. El sistema de salud pública hace hincapié en métodos permanentes como la esterilización o métodos a largo plazo como los DIU, que no requieren seguimiento. La esterilización representa más del 75 % del total de los métodos anticonceptivos, y la esterilización femenina representa casi el 95 % de todas las esterilizaciones.La tasa de prevalencia de los anticonceptivos para 2007/2008 se estimó en un 54,8 %.
Un tribunal compuesto por tres jueces del Tribunal Supremo de la India, en el recurso civil n.º 5802 de 2022, dictó una sentencia el 29 de septiembre de 2022.La sentencia definió "mujer" como todas las personas que necesitan acceder a un aborto seguro, junto con las mujeres cisgénero, incluyendo así a las personas trans y otras personas de género diverso, así como a las mujeres cisgénero. El Tribunal señaló que los profesionales médicos deben abstenerse de imponer condiciones extralegales a quienes solicitan un aborto, como obtener el consentimiento de la familia de la solicitante, presentar pruebas documentales o una autorización judicial, y que solo el consentimiento de la solicitante es relevante, a menos que sea menor de edad o padezca una enfermedad mental.También afirmó que "toda mujer embarazada tiene el derecho intrínseco de decidir someterse o no a un aborto sin el consentimiento o la autorización de terceros"y que la mujer es la única y "máxima responsable de decidir si desea someterse a un aborto".En cuanto a la diferencia entre el período de gestación considerado legal para las mujeres casadas y las solteras —24 semanas para las primeras y 20 semanas para las segundas—, el Tribunal dictaminó que la distinción era discriminatoria, artificial, insostenible y contraria al artículo 14 de la Constitución de la India, y que "todas las mujeres tienen derecho a beneficiarse de un aborto seguro y legal".En cuanto a los embarazos resultantes de violaciones conyugales, el Tribunal dictaminó que las mujeres pueden solicitar un aborto entre las 20 y las 24 semanas en el ámbito de las "supervivientes de agresiones sexuales o violaciones".

### Mujeres de castas inferiores
Las mujeres de castas inferiores en la India han experimentado una mejora significativa en su estatus. Las mujeres dalit con estudios y buena situación económica utilizaron la política para alcanzar un estatus, sin embargo, el número de mujeres dalit que se involucraron en la política disminuyó posteriormente debido al aumento de los ingresos y los niveles educativos. También se ha observado una mejora en el estatus de las mujeres dalit dentro de los hogares.

### Proporción entre sexos

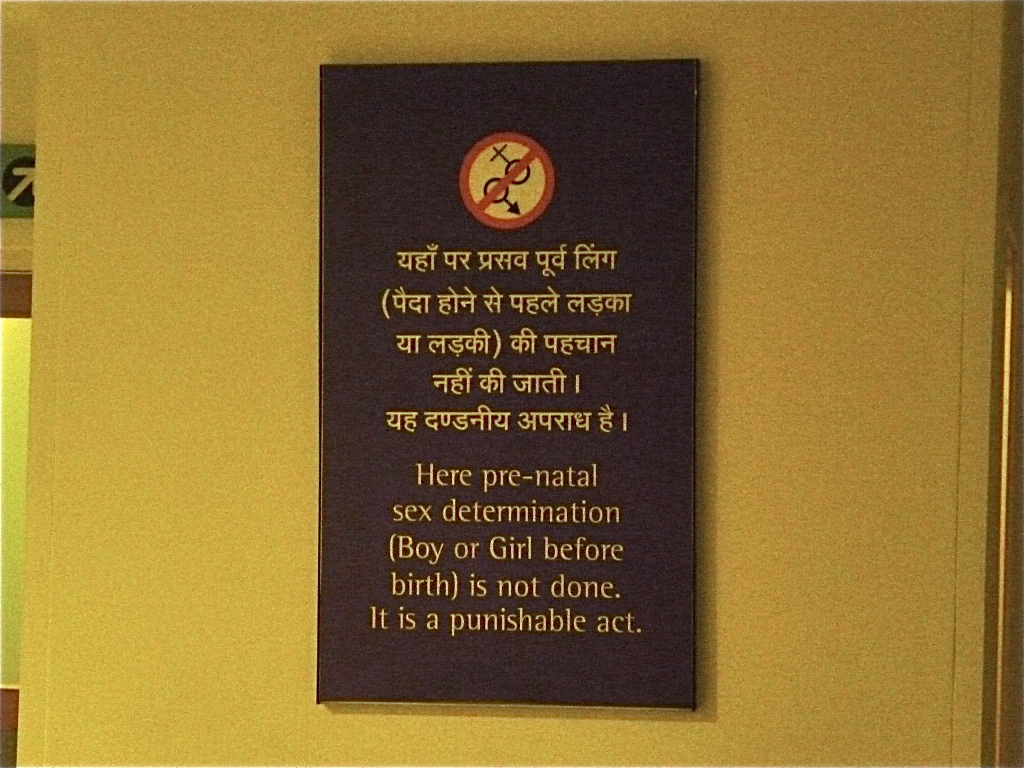
Cartel en un hospital indio en el que se afirma que la determinación prenatal del sexo es un delito.

La India tiene una proporción de sexos muy desequilibrada, lo que se atribuye al aborto selectivo por sexo y al infanticidio femenino, que afecta a aproximadamente un millón de bebés de sexo femenino al año.En 2011, el Gobierno declaró que en la India faltaban tres millones de niñas y que ahora hay 48 niñas menos por cada 1000 niños.A pesar de ello, el Gobierno ha tomado nuevas medidas para mejorar la proporción, y se informa de que esta ha mejorado en los últimos años.
El número de mujeres desaparecidas asciende a 100 millones en todo el mundo.La proporción entre hombres y mujeres es más alta a favor de los hombres en los países en desarrollo de Asia, incluida la India, que en zonas como América del Norte. Junto con el aborto, la elevada proporción de hombres en la India es el resultado de la selección del sexo, en la que los médicos tienen la oportunidad de determinar incorrectamente,el sexo del niño durante la ecografía.La India tiene actualmente un problema conocido como "mujeres desaparecidas", pero este problema existe desde hace bastante tiempo.La mortalidad femenina en 2001 fue de 107,43.Las muertes de estas "mujeres desaparecidas" se atribuyeron a la tasa de mortalidad de las mujeres en la India a partir de 1901.
La brecha entre los dos géneros es una respuesta directa al sesgo de género dentro de la India. Los hombres y las mujeres en la India tienen derechos desiguales en materia de salud y educación. La educación y la salud de los hombres son más prioritarias, por lo que las tasas de mortalidad de las mujeres están aumentando.El argumento continúa que la falta de independencia que se les niega a las mujeres es un factor importante que contribuye a estas muertes. Las mujeres en la India tienen una alta tasa de fertilidad y se casan a una edad temprana. Aquellas a las que se les dan más oportunidades y derechos tienen más probabilidades de vivir más tiempo y contribuir a la economía, en lugar de las mujeres a las que se espera que sirvan como esposas desde una edad temprana y continúen con las mismas responsabilidades durante el resto de su vida.A medida que las mujeres siguen "desapareciendo", la proporción entre sexos se inclina a favor de los hombres. A su vez, esto desequilibra la reproducción y no permite controlar la tendencia reproductiva. Si bien la mortalidad excesiva de las mujeres es relativamente alta, no se puede culpar completamente a esta de la desigualdad en la proporción entre sexos en la India. [neutralidad discutible] Sin embargo, es un factor importante si se tiene en cuenta la precedencia que tienen los hombres indios sobre las mujeres.

### Saneamiento

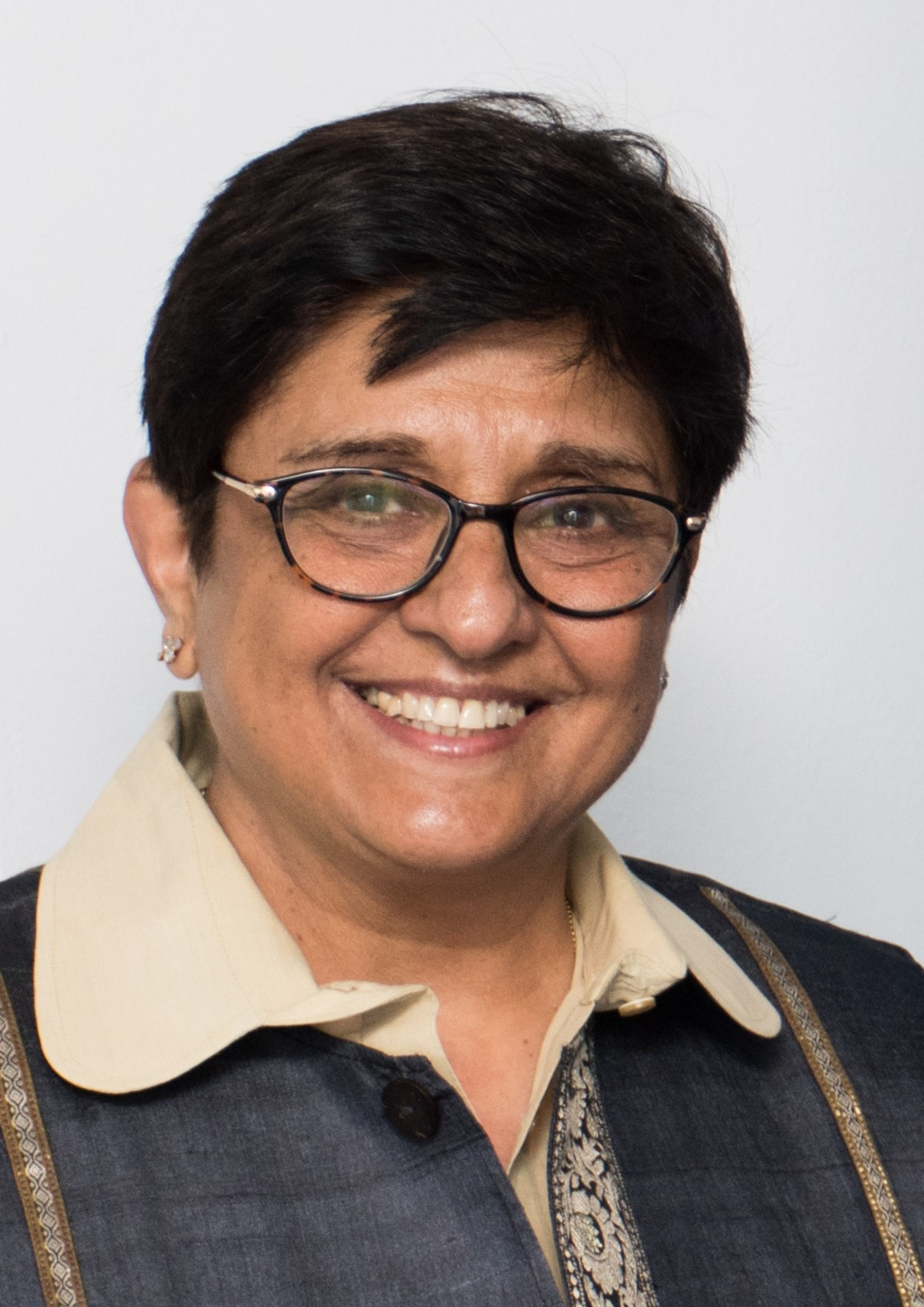
Kiran Bedi

En las zonas rurales, se ha informado de que las escuelas han mejorado sus instalaciones sanitarias. Dadas las normas socioculturales existentes y la situación del saneamiento en las escuelas, las alumnas se ven obligadas a no hacer sus necesidades al aire libre como los niños.La falta de instalaciones en los hogares obliga a las mujeres a esperar a la noche para hacer sus necesidades y evitar ser vistas por otros.Se ha debatido el acceso al saneamiento en Bihar. Según una estimación de 2013, alrededor del 85 % de los hogares rurales de Bihar no tienen acceso a un retrete, lo que crea una situación peligrosa para las mujeres y las niñas, que son seguidas, atacadas y violadas en los campos.
En 2011 comenzó en Bombay, la ciudad más grande de India, la campaña "Derecho a orinar" (como la denominan los medios de comunicación). Las mujeres, pero no los hombres, tienen que pagar por orinar en Bombay, a pesar de la normativa que prohíbe esta práctica. Las mujeres también han sido agredidas sexualmente mientras orinaban en los campos. Por ello, los activistas han recogido más de 50.000 firmas en apoyo de sus demandas de que el gobierno local deje de cobrar a las mujeres por orinar, construya más aseos, los mantenga limpios, proporcione compresas y una papelera, y contrate a asistentes femeninas. En respuesta, los funcionarios municipales han acordado construir cientos de aseos públicos para mujeres en Bombay, y algunos legisladores locales prometen ahora construir aseos para mujeres en cada uno de sus distritos.

### Historiografía
- Basu, Aparna (1991), "Women's History in India: An Historiographical Survey", en Offen, Karen; Pierson, Ruth Roach; Rendall, Jane (eds.), Writing Women's History: International Perspectives, Indiana University Press, p. 181, doi:10.1007/978-1-349-21512-6_10, hdl:2027/heb.03316.0001.001, ISBN 978-0-333-54161-6.
- Forbes, Geraldine Hancock (Spring 2003). "Reflections on South Asian Women's/Gender History: Past and Future". Journal of Colonialism and Colonial History. 4 (1). doi:10.1353/cch.2003.0012. S2CID 144912833.
- Pande, Rekha (1999), "Women's History: India", in Boyd, Kelly (ed.), Encyclopedia of Historians and Historical Writing vol 2, Taylor & Francis, pp. 1318–1321, ISBN 9781884964336.
- Ramusack, Barbara N. (1999), "Women in South Asia", en Ramusack, Barbara N.; Sievers, Sharon L. (eds.), Women in Asia: restoring women to history, Bloomington, Indiana: Indiana University Press, ISBN 9780253212672.